# Historia de Valladolid
Este artículo trata sobre la historia de Valladolid, ciudad en España. Para otros usos de Valladolid véase Valladolid (desambiguación).

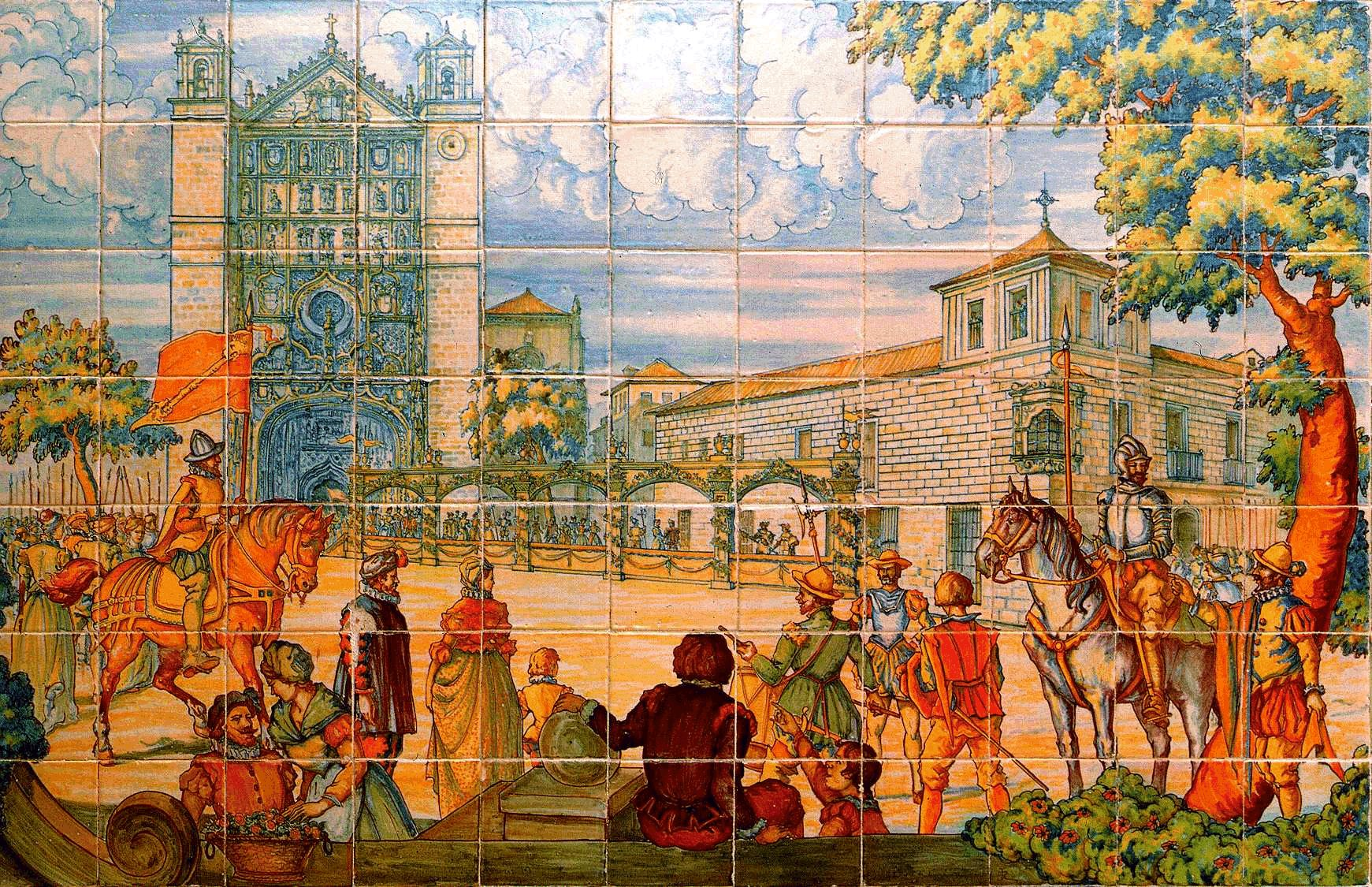
El 21 de mayo de 1527 nació Felipe II en el Palacio Pimentel de Valladolid. La leyenda cuenta que por una de las ventanas del palacio, de la que cuelga una cadena, fue sacado el rey Felipe II al nacer para que fuera bautizado en la Iglesia de San Pablo, pues de salir por la puerta del palacio debería haber sido bautizado en la Iglesia de San Martín.

La historia de Valladolid se remonta a la Edad Media. Aunque existen indicios de asentamientos pertenecientes al Paleolítico inferior, Valladolid no tuvo una población estable hasta la Edad Media. Durante la repoblación de la Meseta, Alfonso VI encargó al conde Pedro Ansúrez su poblamiento, otorgándole el señorío de la misma en 1072. Desde esta fecha se inicia el crecimiento, de la población , dotándose de distintas instituciones; Iglesia Colegial, Universidad o Alcázar Real. Esto le permitió convertirse en sede de la corte castellana y posteriormente entre 1601 y 1606 capital del Imperio español hasta que la capitalidad pasó definitivamente a Madrid. A partir de entonces, se inicia un periodo de decadencia que solo se salvará con la llegada del ferrocarril, en el siglo XIX, y con la industrialización de la ciudad, ya en el siglo XX.

## Fundación: Prehistoria y Edad Antigua
Hay indicios datables en el Paleolítico Inferior, esencialmente Achelense, recogido en superficie en las terrazas cuaternarias del río Pisuerga, en Canterac, que actualmente es un gran parque situado a las afueras. También se han hallado restos asociados a la Edad de los Metales; en concreto vestigios de la Edad del Cobre vinculados a la cultura del vaso campaniforme en el entorno de la Catedral o en Huerta del Rey y cerámicas de la Edad del Bronce en los barrios de San Pedro Regalado y Arturo Eyríes, en la calle Arribas o en entrono de la plaza de san Pablo.

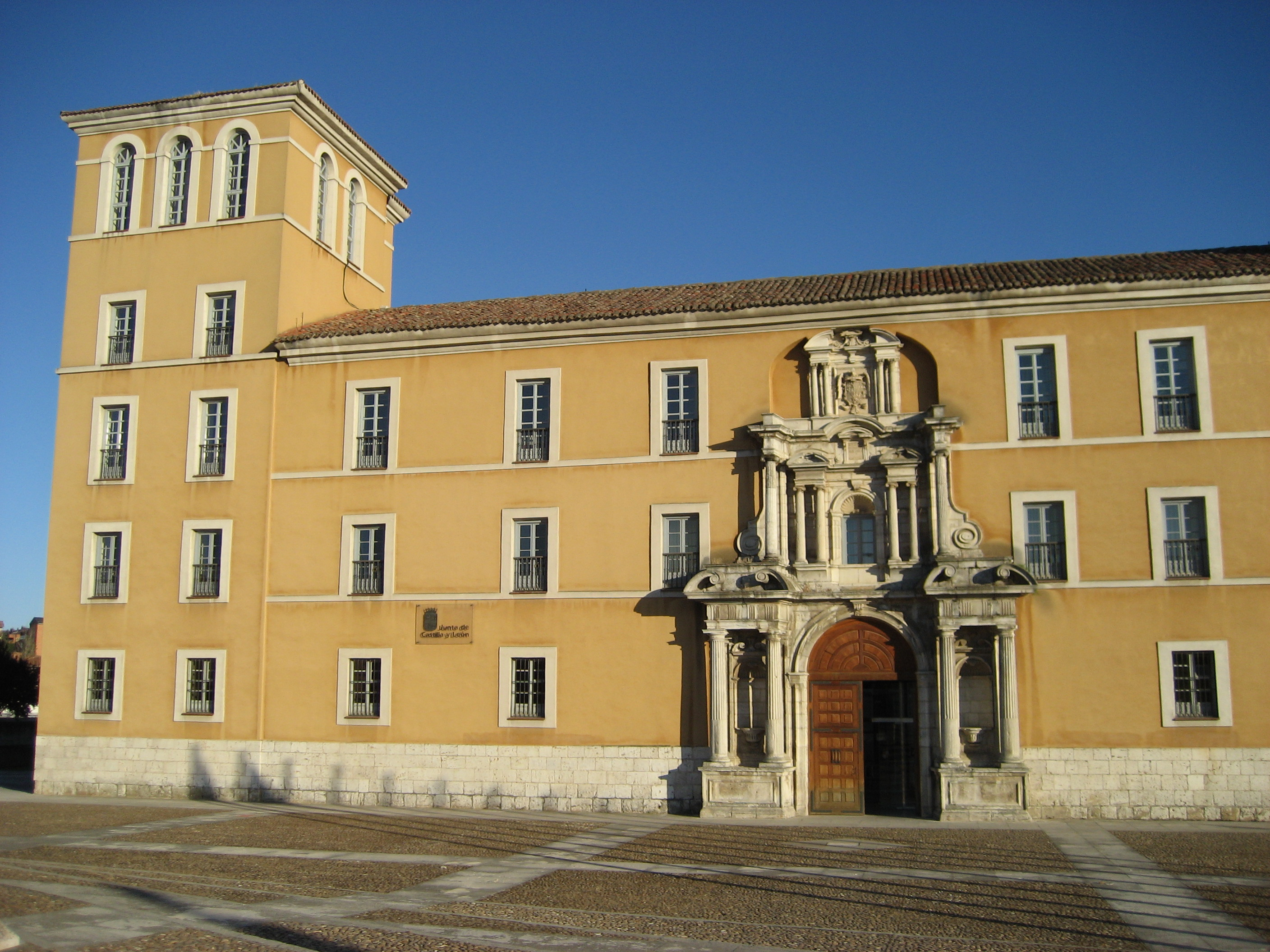
Monasterio de Nuestra Señora de Prado, en Valladolid; donde en los años 50 se descubrió en sus proximidades la villa romana de Prado.

Los asentamientos posteriores en la actual provincia de Valladolid datan de épocas prerromanas, existiendo en la zona yacimientos de pueblos vacceos, que fueron pobladores de cultura muy avanzada y, como el resto de pueblos célticos llegaron a la península procedentes del norte de Europa. El máximo exponente de esta cultura en las cercanías, que fue arrasada por los romanos, es Pincia (Pintia), en la actual localidad de Padilla de Duero. Durante años, se creyó que Valladolid era la antigua Pincia, hasta que las excavaciones arqueológicas demostraron la verdadera ubicación de la ciudad vaccea.
En varias zonas del casco antiguo de la ciudad han aparecido restos de época romana: junto a la Iglesia de la Antigua aparecieron evidencias constructivas de una villa de cierta entidad (siglos I-III), así como en las calles Angustias, Arribas, Juan Mambrilla y en las del Empecinado y Padilla, donde se tiene constancia de la aparición de varios mosaicos romanos. Igualmente, se han encontrado inscripciones, monedas, ladrillos o mosaicos de origen romano en la antigua Puerta del Campo; en el entorno de las actuales calles de Santiago y María de Molina. Esto supone la presencia de un pequeño poblamiento en la confluencia del Pisuerga y el Esgueva de carácter rural, fundamentalmente agrícola.
También ha habido hallazgos en puntos periféricos de la ciudad; en los alrededores del Monasterio de Nuestra Señora de Prado se descubrió en los años 50 una villa romana; la villa romana de Prado, la cual acoge un amplio conjunto arquitectónico residencial señorial, acompañado de mosaicos, pero que pese a todo tenía un carácter rural dependiente de otros asentamientos mayores como Septimancas, Pintia o Intercatia.
En la villa romana de Prado se han hallado mosaicos alegóricos como el mosaico de Diana con representaciones de las estaciones del año que se conserva en el Museo Arqueológico de Valladolid y también mosaicos geométricos como el denominado mosaico de los cantharus, datado en el siglo IV, realizado en mármol y caliza, que actualmente preside el hemiciclo de las Cortes de Castilla y León.
Pese a todo no se puede afirmar que la ciudad tuviera una ocupación estable hasta la Edad Media, que es posiblemente cuando surgió el topónimo que le da nombre.

## Invasión musulmana

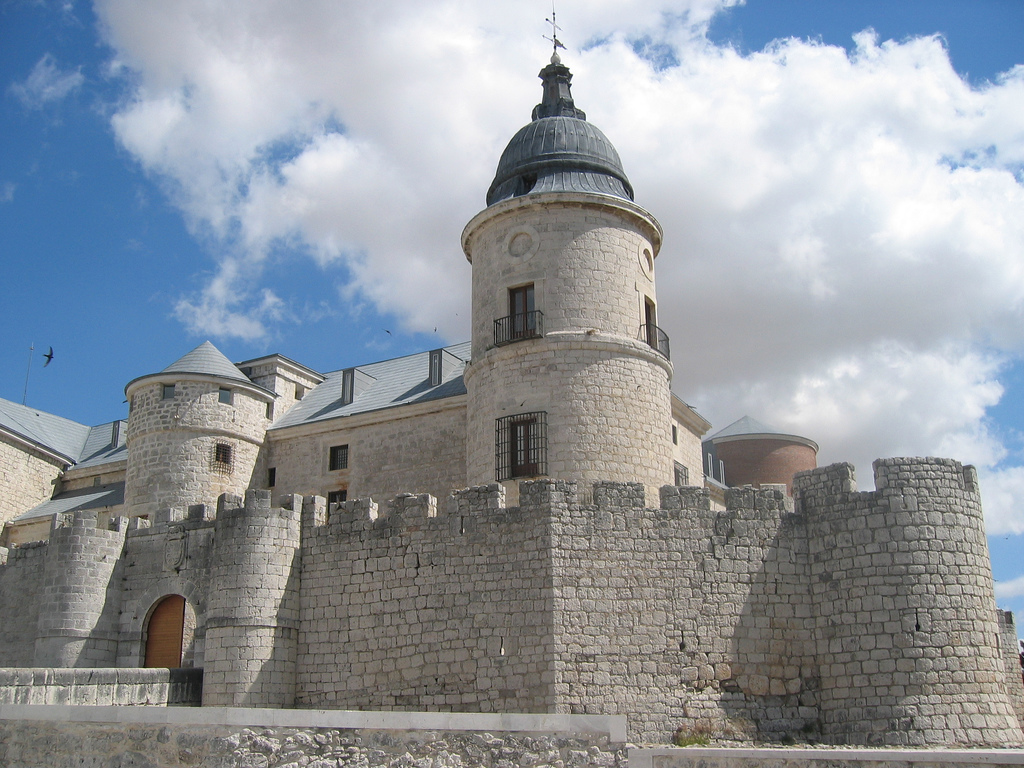
Vista lateral del Castillo de Simancas. Hasta el, Simancas fue el núcleo de población más importante del territorio vallisoletano.

La invasión musulmana de la península ibérica alcanzó rápidamente el valle del Duero con el consiguiente asentamiento de árabes y bereberes en las zonas conquistadas, pero estos no constituyeron asentamientos estables en la cuenca del Duero debido en parte al enfrentamiento entre estas dos etnias a mediados del siglo VIII, que condujo a una intensa migración hacia el sur del sistema central, y también debido a un fuerte periodo de sequía acaecido en aquellos años.
A la despoblación de las tierras del norte del Duero, contribuyó además la ofensiva de Alfonso I de Asturias que aprovechando la citada rivalidad entre etnias, la sequía y la consecuente hambruna consiguió llegar hasta Simancas, que posteriormente y hasta el siglo XII fue capital del territorio vallisoletano.
No obstante, el despoblamiento del área vallisoletana no fue extremo y entre los siglos VII y IX pervivió en esta zona una sociedad invertebrada y activa, formada por comunidades reunidas en torno a poderes tanto cristianos como musulmanes, con identidad suficiente como para asentar los poderes políticos que dieron carácter fronterizo al valle del Duero en el siglo IX.
Durante el siglo X se ordenó la repoblación de ciudades fronterizas que se hallaban «desiertas desde antiguo». Una de estas fue Simancas, que fue un antiguo poblamiento prerromano y romano, y que constituyó un importante enclave defensivo. No obstante, las campañas de Almanzor en el valle del Duero impidieron la consolidación del proceso repoblador hasta el siglo XI en este territorio fronterizo.

## Repoblamiento y expansión

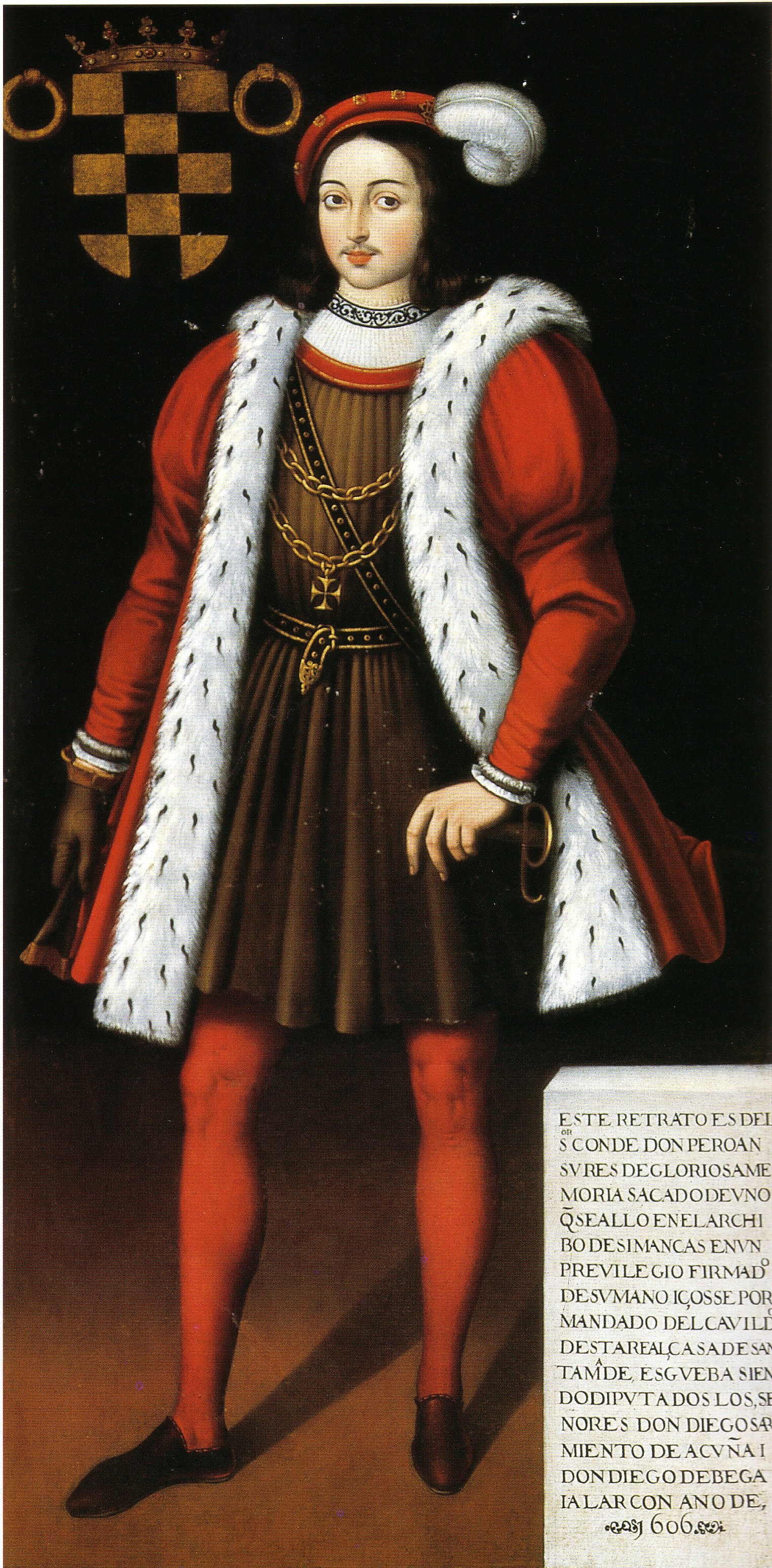
Retrato del conde Pedro Ansúrez, primer señor de Valladolid.

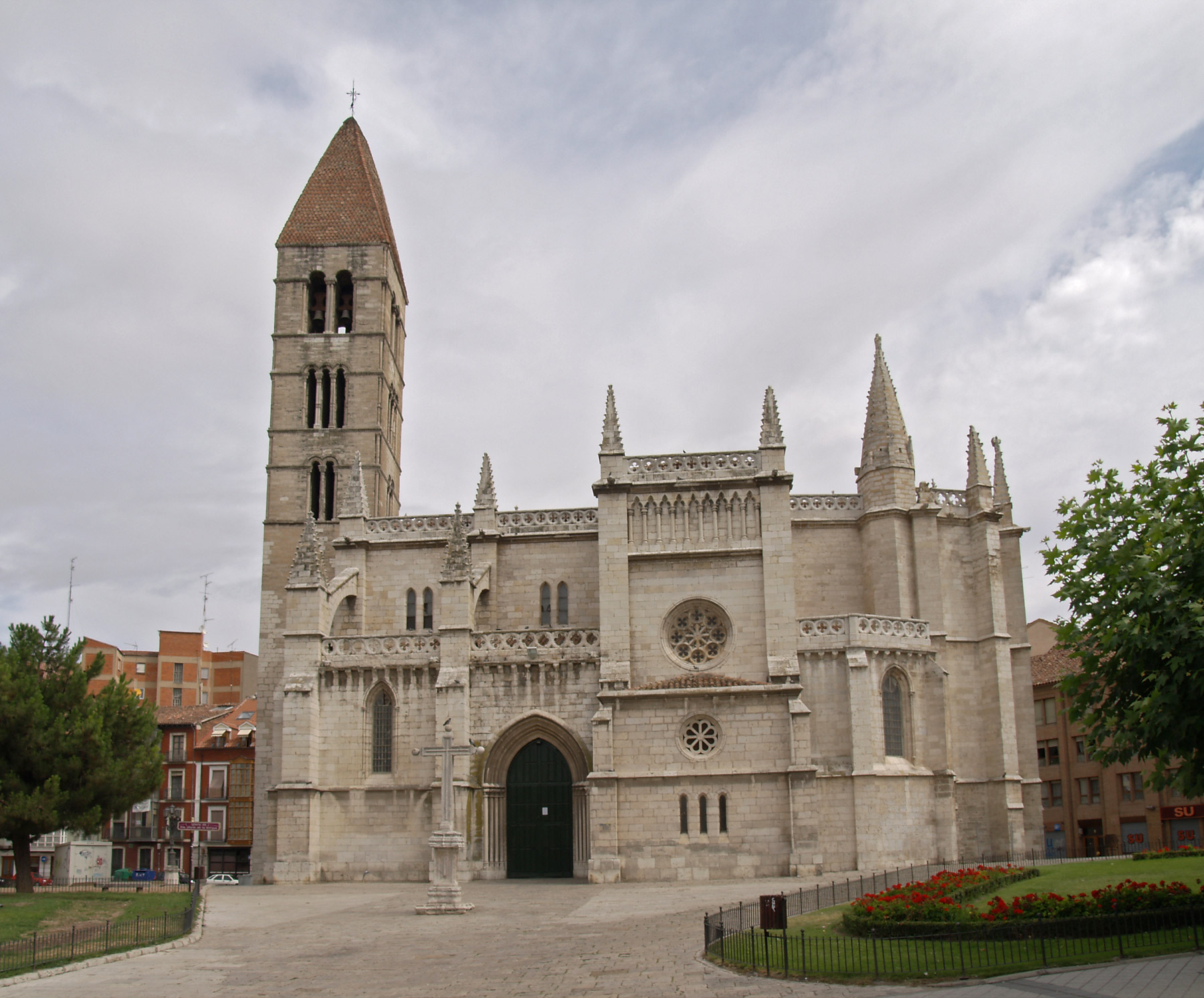
Iglesia de Santa María La Antigua, Se menciona su existencia en 1088, de ahí su apellido la Antigua. Luego ha sufrido varias remodelaciones.

A mediados del siglo XI, Valladolid comenzó a evidenciar muestras de cierta vitalidad, coincidiendo los investigadores en señalarla como una aldea agrícola, localizada en las tierras jurisdiccionales de Cabezón de Pisuerga. En aquel momento Valladolid se encontraba rodeada por una cerca defensiva, que contaba con un Alcazarejo y dos iglesias: la de San Julián y Santa Basilisa y la de San Pelayo, que hacia el siglo XII cambiaría su advocación a San Miguel, advocación que se relaciona con los grupos mozárabes.
Fue a finales del siglo XI, durante la repoblación de la Meseta, cuando el rey Alfonso VI de León encargó al descendiente de la familia Beni Gómez, conde de Saldaña y Carrión, Pedro Ansúrez, y a su esposa, Eylo Alfonso, el poblamiento del territorio que comprende el curso medio del Duero, en el que Valladolid suponía una encrucijada clave entre los reinos de Castilla y León, y cruce entre las ciudades del norte, el Camino de Santiago, Toledo y Al-Ándalus; por lo que fue elegida como centro desde el cual se organizaría y gobernaría la repoblación del entorno.
Cuando Alfonso VI otorgó el señorío de Valladolid al conde Pedro Ansúrez en 1072, se inició el crecimiento y la expansión de la villa hacia el sureste. Don Pedro hizo construir un palacio para él y su esposa en la zona extramuros donde se hallaba la iglesia de San Pelayo, que no se conserva. También edificó la Colegiata de Santa María la Mayor (lo que la otorgó el rango de villa) y una pequeña capilla privada que fue el germen de la iglesia de La Antigua.
Se construyó una muralla y el primitivo Alcazarejo fue transformado en Alcázar Real, en la confluencia del Pisuerga y el ramal norte del río Esgueva, como fortificación a medio camino entre Cabezón de Pisuerga y Simancas. Además, el aumento de la población, la aparición de un incipiente sector mercantil y el fuerte sentimiento comunitario condujeron a la aparición del concejo concebido como «asamblea de vecinos» para el gobierno local, a cuyo frente se encontraba el dominus.
En 1095, se fundó la Abadía de Santa María. El conde Ansúrez la dotó de posesiones y cedió al primer abad, don Salto, el barrio denominado de Cabañuelas situado más allá del Esgueva, ultra Asevam, y cercano a las iglesias de Santa María y Santa María de La Antigua para que llevase a cabo su poblamiento. Es por ello que fueron las zonas sur y este las que experimentaron un mayor crecimiento y en las que se instalaron los nuevos pobladores que procedían fundamentalmente de Saldaña y Carrión; condados sobre los que Pedro Ansúrez ejerció su jurisdicción.
Igualmente, a lo largo del siglo XII se instalaron en la villa minorías religiosas; musulmanes que se asentaron en la barrio de San Martín y establecieron su maqbara en el Prado de la Magdalena y judíos que se alojaron en las proximidades del centro comercial de la villa y el alcázar. Ambos grupos alcanzaron gran importancia demográfica y económica en el siglo XIII.
A lo largo del siglo XII se produjo la llegada de catalanes y franceses debido a la relación de descendencia del conde Ansúrez con los condes de Urgel y de otros grupos que contribuyeron al fuerte crecimiento experimentado por la villa entre finales del siglo XII e inicios del siglo XIII.

## SiglosXII-XV

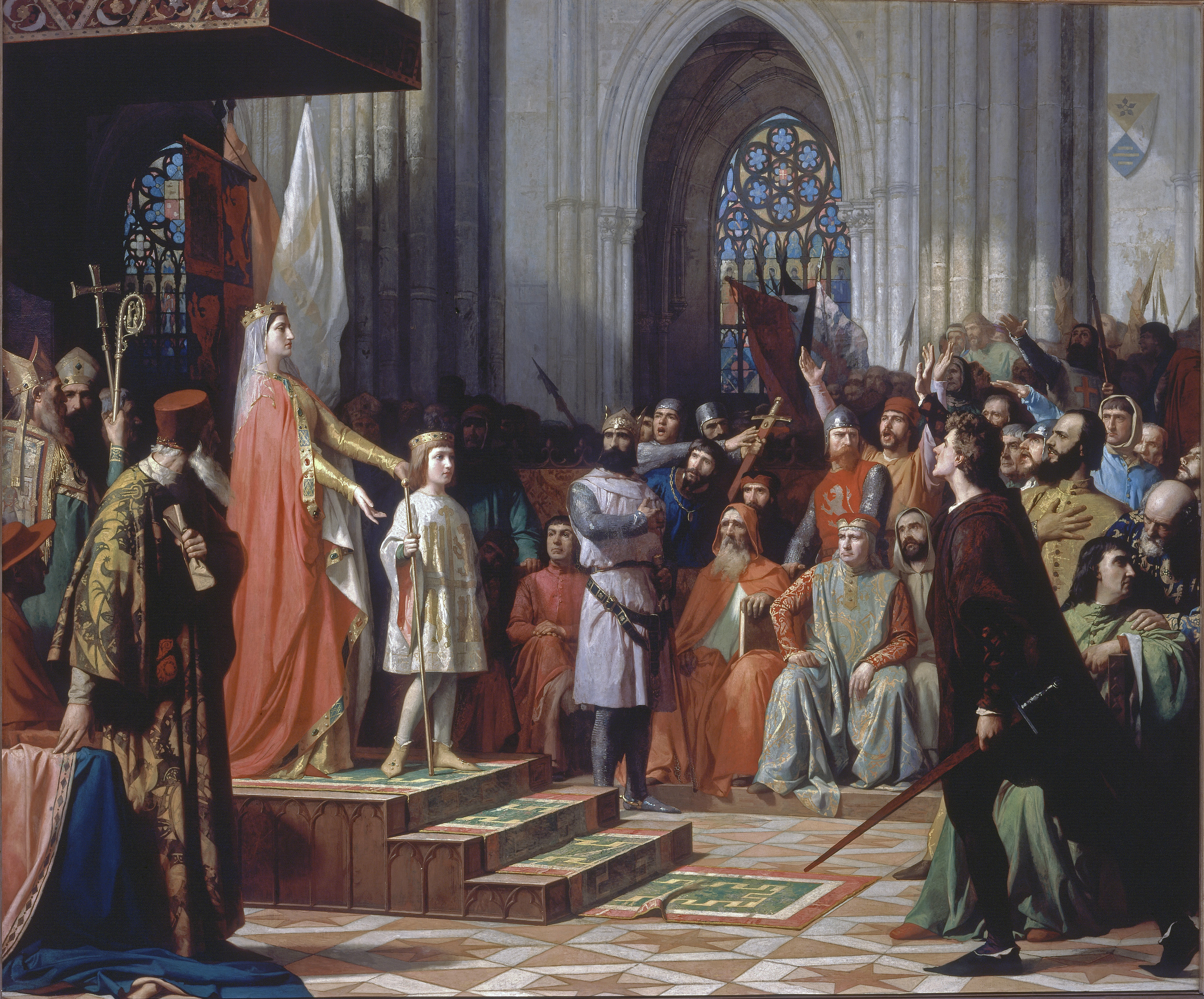
El lienzo María de Molina presenta a su hijo Fernando IV en las Cortes de Valladolid, que se encuentra en el Salón de Sesiones del Congreso de los Diputados, representa un momento de las regencias que María de Molina tuvo que afrontar desde Valladolid, ante las sucesivas minorías de edad de su hijo Fernando IV y nieto Alfonso XI. A su muerte dejó la tutoría del joven Alfonso XI en manos del Concejo de la ciudad.

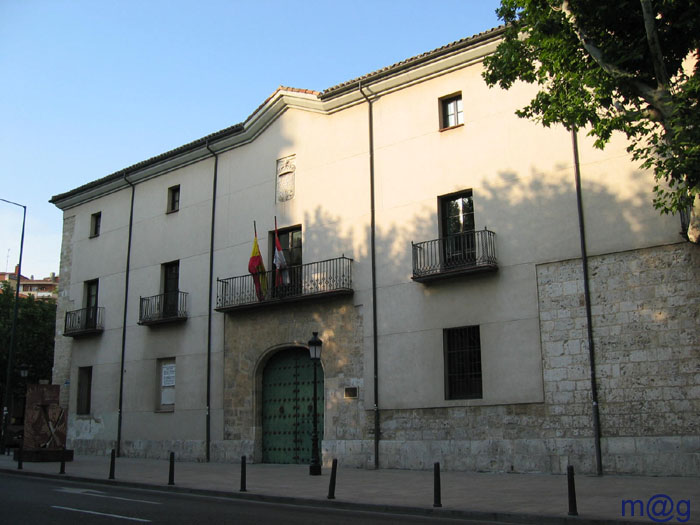
Palacio de los Vivero, edificio en el que los Reyes Católicos instalaron la Real Audiencia y Chancillería de Valladolid a finales del

En 1208, el rey Alfonso VIII de Castilla nombró a Valladolid ciudad cortesana[cita requerida] y en 1255 Alfonso X le otorgó el Fuero Real.
Tras la temprana muerte de Enrique I de Castilla y la abdicación de su madre, Fernando III el Santo fue proclamado en 1217 rey de Castilla, en acto realizado en la Plaza Mayor de Valladolid. Durante los siglos XII y XIII Valladolid experimentó un rápido crecimiento, favorecido por las ferias y privilegios comerciales otorgados por los monarcas Alfonso VIII y Alfonso X El Sabio. María de Molina, reina y regente de Castilla durante treinta años, estableció allí su residencia en torno al 1300, engrandeciéndola notablemente. En 1346, el Papa Clemente VI otorgó la bula que permitió el paso del Estudio Particular vallisoletano, existente desde la segunda mitad del siglo XIII, a Estudio General o Universidad.
Durante estos siglos, la villa servía ocasionalmente como residencia real y sede de las Cortes. El primer Alcazarejo fue transformado en Alcázar Real, y la reina María de Molina se hizo edificar un palacio, que fue su residencia habitual. En 1453 Álvaro de Luna, todopoderoso valido de Juan II, es juzgado, condenado y finalmente decapitado en cadalso público en la plaza Mayor. El 19 de octubre de 1469 Isabel de Castilla y Fernando de Aragón (que sería Fernando II de Aragón) celebraron su matrimonio secreto en el Palacio de los Vivero (luego emplazamiento de la Real Audiencia y Chancillería), y pasaron su luna de miel en el Castillo de Fuensaldaña. Ya en 1481 contaba Valladolid con imprenta, situada en el Monasterio de Prado, de la Orden de San Jerónimo, y bajo los Reyes Católicos la villa vivió una etapa de gran dinamismo universitario, que culmina en la creación de los Colegios Mayores de Santa Cruz (por el Cardenal Mendoza) y San Gregorio (por los dominicos), lo que hizo de Valladolid uno de los semilleros de la burocracia moderna.

## SigloXVI
En 1489 se estableció definitivamente el tribunal de Chancillería, y en 1500 el de la Inquisición, para juzgar actos de herejía, dando lugar a la celebración de los Autos de Fe. En 1506 murió en Valladolid Cristóbal Colón, y fue enterrado en la villa, en el desaparecido convento de San Francisco. Otro navegante, Magallanes, firmó en Valladolid las capitulaciones con el rey Carlos I de España, antes de iniciar su ruta occidental hacia las Indias, el 22 de marzo de 1518.

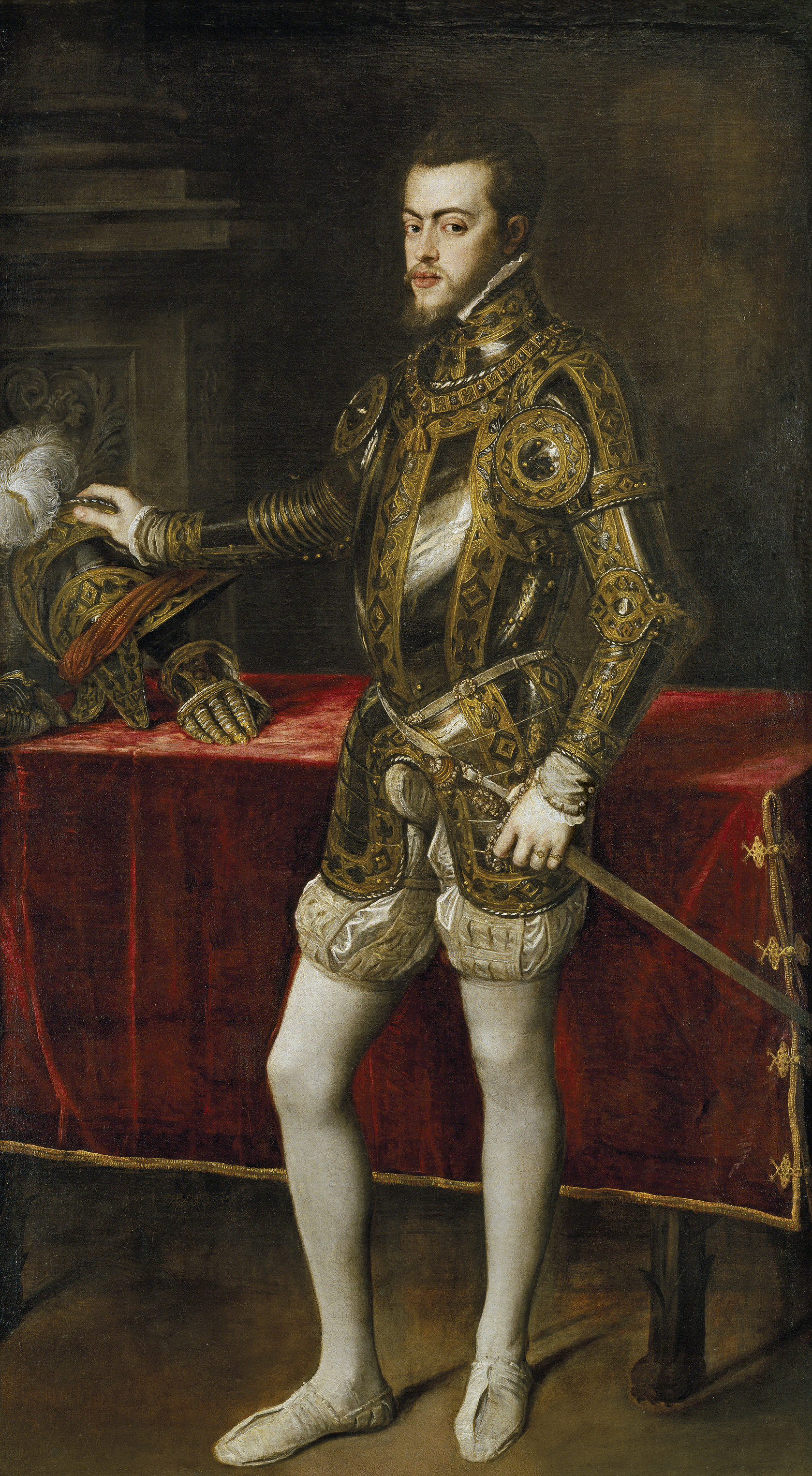
En 1527 nació en Valladolid el futuro Felipe II. Aunque en 1559 sería el artífice de la mudanza de la corte, aún príncipe vivió en esta ciudad su primer matrimonio con María Manuela de Portugal y el nacimiento de su primogénito Carlos. Durante sus ausencias de España, sus hermanas María y Juana ostentarían la regencia desde Valladolid. Tras el enorme incendio de 1561, el rey se implicó personalmente en la reconstrucción del centro urbano. Concedió a su villa natal el título de Ciudad y consiguió del Papa la creación de una diócesis propia.

En 1518 las Cortes de Castilla, reunidas en Valladolid, juraron como rey a Carlos I. Durante la Guerra de las Comunidades de Castilla, el incendio de Medina del Campo provocó el levantamiento de Valladolid y, tras la derrota comunera en Tordesillas, los rebeldes comenzaron a reagruparse en la ciudad, donde se estableció la Junta. Tras la victoria del emperador, y el perdón a los sublevados exceptuando sus cabecillas, Valladolid se convirtió en una de las capitales del Imperio español de Carlos I de España y V de Alemania, cobrando gran importancia política, judicial y financiera.
La célebre Controversia de Valladolid tuvo lugar en 1550 y 1551 en el Colegio de San Gregorio y enfrentó dos formas antagónicas de concebir la conquista de América, representadas por Bartolomé de las Casas y Juan Ginés de Sepúlveda. Aquel debate se considera hoy pionero y una vital aportación en la Historia a la construcción de los Derechos humanos.
En 1559 se celebraron los Autos de fe de mayo y octubre, famosísimos por su severidad.

El 21 de mayo de 1527 nace Felipe II en el Palacio Pimentel. En 1561 la ciudad fue arrasada por un enorme incendio tras el que Felipe II se comprometió a reconstruir la ciudad, dotándola de la primera Plaza Mayor regular de España (modelo de otras más conocidas, como la de en Madrid, 1617 o Salamanca, 1729). El incendio comenzó el 12 de septiembre de 1561, en el entorno de la casa del platero de la ciudad. El fuerte viento presente, expandió el fuego en todas las direcciones dificultando su extinción. Duró cincuenta horas y se saldó con la destrucción de 440 casas, entre ellas prácticamente todas las del barrio de artesanos.

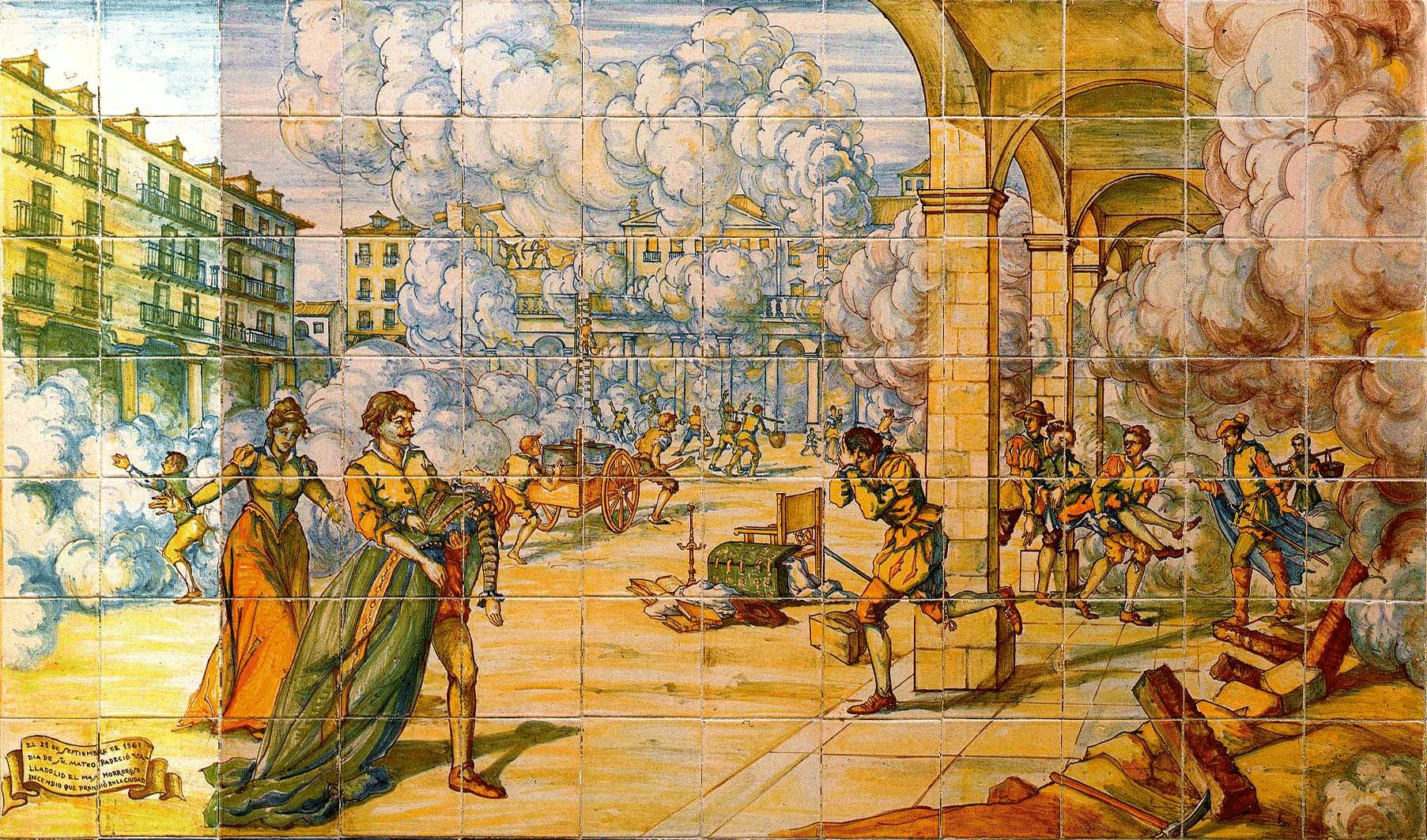
El incendio de Valladolid.

San Juan de la Cruz y Santa Teresa de Jesús coincidieron en Valladolid cuando la religiosa llegó a fundar en 1568 el primer convento de la reforma de la Orden del Carmen que habitó durante un tiempo. También Fray Luis de León, que ya había pasado con su familia años de infancia en Valladolid, fue puesto preso en 1572 en las cárceles del Santo Oficio de la ciudad, para hacer frente a un proceso inquisitorial por cuestionar la forma tradicional de entender la Teología.
El suceso dejó grandes explanadas sin construir en el centro de la ciudad, lo que permitió que Valladolid se convirtiese en uno de los centros de desarrollo de los nuevos estilos que se venían desarrollando en España: el herreriano y posteriormente el barroco. A esta etapa de construcción pertenecen la Catedral, la mencionada Plaza Mayor o la Iglesia de San Benito.
Felipe II concedió a su villa natal el título de Ciudad el 9 de enero de 1596 en virtud de una Real Provisión, y consiguió del Papa Clemente VIII la creación de una diócesis en 1595 (elevada a archidiócesis en 1857).
Su decisión de trasladar la corte de Valladolid a Madrid propició el desmantelamiento de todo el entramado administrativo y comercial que atraía la presencia de la corte en la ciudad, algo que trajo consigo una época de decadencia de la que la ciudad no comenzó a recuperarse hasta el siglo XVIII. Aun así experimentó una pequeña expansión, culminando en la concesión del título de Ciudad el 9 de enero de 1596 en virtud de una Real Provisión, pero nada se podía comparar con los años en los que Valladolid era capital del Imperio en el que no se ponía el Sol.

## Guerra de las Comunidades de Castilla

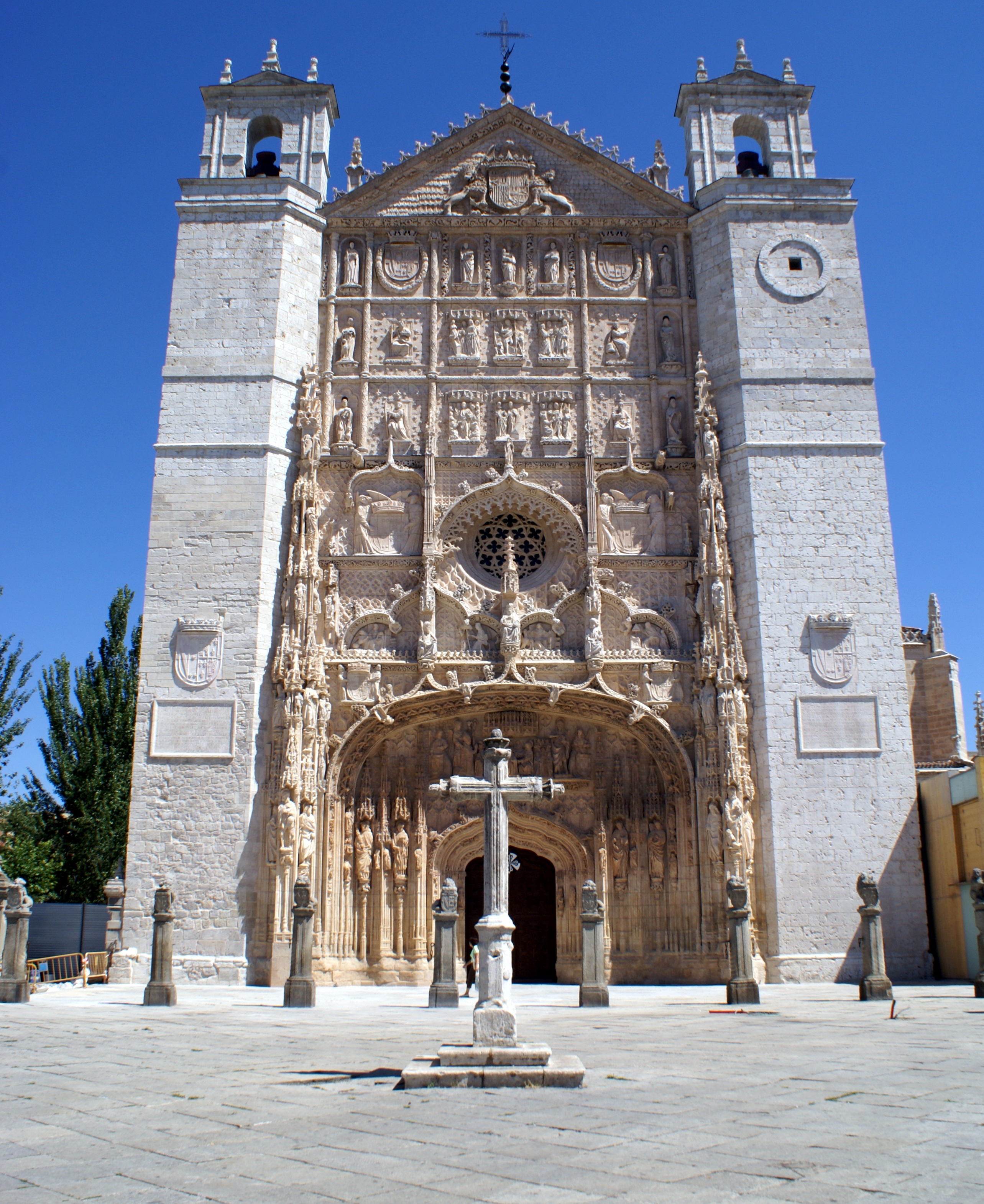
Iglesia de San Pablo, donde en 1518 se celebraron las Cortes de Castilla.

Valladolid fue pieza clave en el desarrollo de la Guerra de las Comunidades de Castilla (1520-1522), y en ella, en la iglesia de San Pablo, se celebraron en 1518 las Cortes de Castilla que coronaron a Carlos I como Rey de Castilla, ante los nobles castellanos. Estos, le presentaron una serie de ruegos y reclamaciones, que con el paso de los años, el joven rey, incumplió, para terminar en 1520 en rebelión de la mayor y más importante parte del reino.
La revuelta comunera, comenzó en Toledo, en febrero de 1520. Durante la primavera de ese año, siguieron a Toledo otras ciudades castellanas, como Segovia, Guadalajara, Toro, Ávila, Salamanca, Alcalá y León, entre otras.
Valladolid no se unió a la revuelta hasta la Quema de Medina, cuando los soldados del rey Carlos I incendiaron la villa de Medina del Campo, ante la negativa de los medinenses de entregar las piezas de artillería que se custodiaban en la fortaleza de la villa y que los imperiales querían emplear para atacar Segovia, ciudad con la que Medina mantenía lazos muy estrechos.

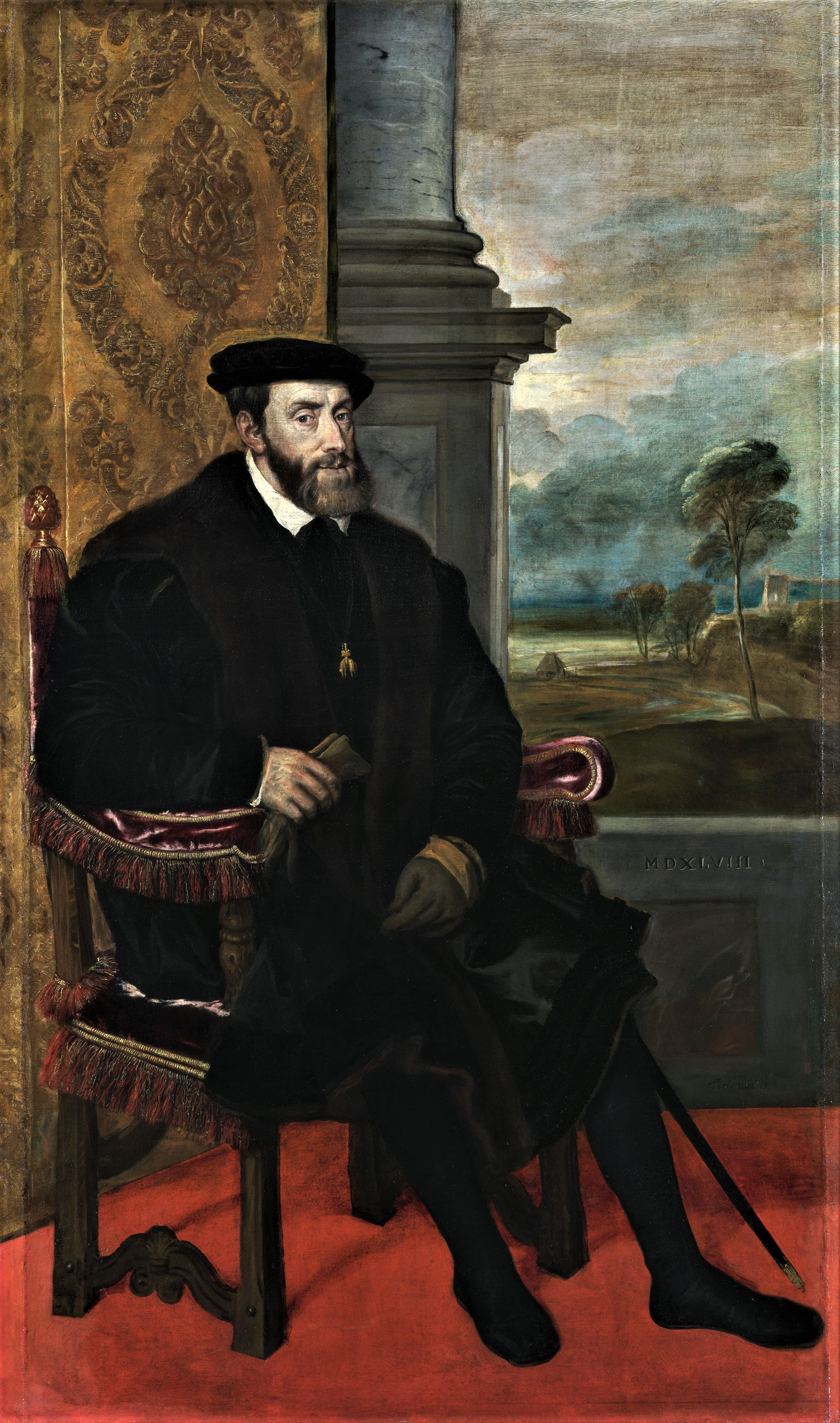
Retrato de Carlos V sentado realizado por Tiziano en 1548. El 9 de febrero de 1518 las Cortes de Castilla, reunidas en Valladolid, juraron como Rey de Castilla a Carlos.

Valladolid entró en comunidad junto a un gran número de ciudades como: Burgos, Palencia o Ciudad Rodrigo entre otras.
Burgos, con el paso de los meses, volvió al bando de los Imperiales, debido a que la ciudad era el lugar donde se llevaban a cabo los intercambios comerciales de la Corona de Castilla, que salían posteriormente por el puerto de Santander. Los burgueses de la cabeza de Castilla tenían miedo a que por haber participado en la revuelta, el rey aboliera sus fueros y sus comercios cayeran en la ruina. Por ello, Valladolid se convirtió en la capital de la revuelta en el norte.
Con el desarrollo de la Guerra, la ciudad continuó siendo el punto de referencia en el norte de Castilla y se convirtió en el punto con mayor número de soldados comuneros junto a Toledo.
La contienda se fue adentrando en 1521, y por Valladolid pasaron personajes como Antonio de Acuña y Juan de Padilla, junto a los otros capitanes comuneros. Padilla, lideró al ejército hacia Torrelobatón, conquistando la villa y el castillo, siendo la gran victoria de los comuneros.
Antes de la salida a Torrelobatón, el ejército protagonizó algunas salidas por el entorno de Valladolid, siendo notorio el asalto a Cigales.
Tras la derrota en la batalla de Villalar, Valladolid aguantó poco tiempo las embestidas imperiales, ya que sus milicias partieron con el ejército al asedio de Torrelobatón y posterior batalla en Villalar.

## SiglosXVII-XVIII

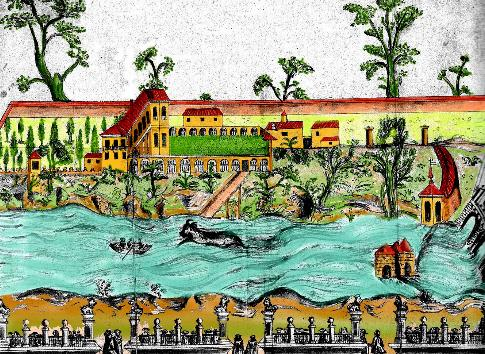
Dibujo del desaparecido Palacio de la Ribera, cuando Valladolid era la capital del imperio (1601-1605).

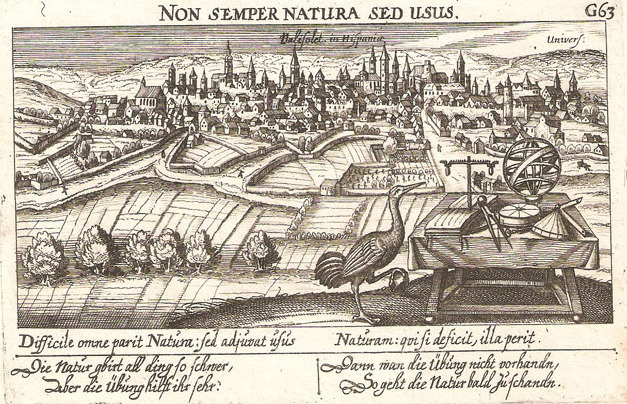
Valladolid en 1640, dibujado por los alemanes Daniel Meisner y Paulus Fürst.

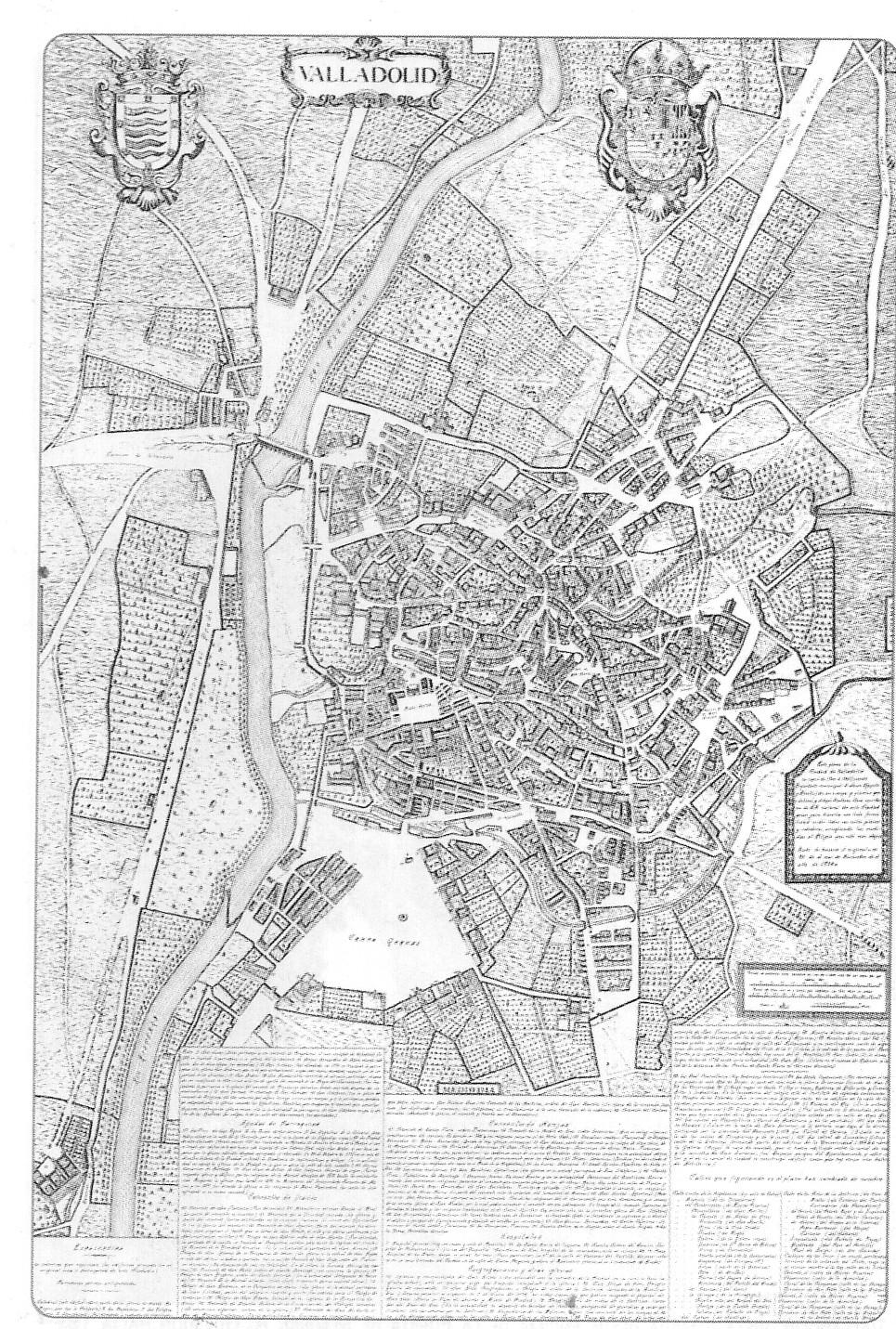
Plano de Valladolid en 1738, obra del escribano Ventura Seco.

En 1601, a instancias del valido del rey Felipe III de España, el duque de Lerma, se trasladó de nuevo la corte a Valladolid, pero se volvió a mudar en 1606. Durante este tiempo nacieron el futuro Felipe IV, y su hermana, Ana de Austria, que sería reina de Francia y madre de Luis XIV. Cabe reseñar que en este periodo llegó, en misión diplomática, el artista Peter Paul Rubens y Cervantes publicó su primera edición del Quijote, en 1604. También residieron en la ciudad Quevedo y Góngora, y la gran gubia del barroco Gregorio Fernández.
La segunda boda del rey Carlos II, con Mariana de Neoburgo, se llevó a cabo en 1690 en la iglesia del Convento de San Diego, dentro del conjunto del Palacio Real de Valladolid.
En el siglo XVII, debido a las fuertes crisis de subsistencia y epidemias, Valladolid sufre un receso demográfico. La ciudad se encontró sumida en una grave crisis económica, propiciada por el abandono de las actividades comerciales y gran parasitismo social existente. La crisis y el receso demográfico son mitigados parcialmente a partir de 1670 con la implantación de talleres textiles que anuncian la industrialización posterior.
En la Guerra de Sucesión Española, Valladolid tomó parte por Felipe V. Durante el siglo XVIII, al igual que toda España, la ciudad se empieza a recuperar de su declive. En 1700 la población era de unos 18 000 habitantes, pasando a ser de 21 000 a finales de siglo. En 1746, la ciudad celebró grandes fiestas para celebrar la canonización de San Pedro Regalado, su santo patrón. La Ilustración aparece tímidamente en la ciudad durante los reinados de Carlos III y Carlos IV. Gracias a las gestiones de las élites Ilustradas, se arbolan partes de la ciudad como el paseo de las Moreras, el camino a Zaratán y Villanubla o el Campo Grande. También protegen y estimulan las manufacturas y alientan al saneamiento de Valladolid por el medio de empedrar algunas calles e intentar racionalizar los vertidos de basuras. Se crearon la Real Academia Geográfico-Histórica de los Caballeros, la Real Academia de Bellas Artes de la Purísima Concepción en 1779, o la Real Sociedad Económica de Amigos del País de Valladolid en 1783. El primer periódico de Valladolid, el Diario Pinciano, semanario de ideología ilustrada, dirigido por J.M. Beristáin, sale a la luz en 1787, durando su andadura cerca de año y medio. En 1788, la ciudad sufrió graves inundaciones, debido al aumento del caudal del río Esgueva, que arruinaron parte de su caserío.

## Guerra de la Independencia Española

### Llegada y hospedaje del ejército francés

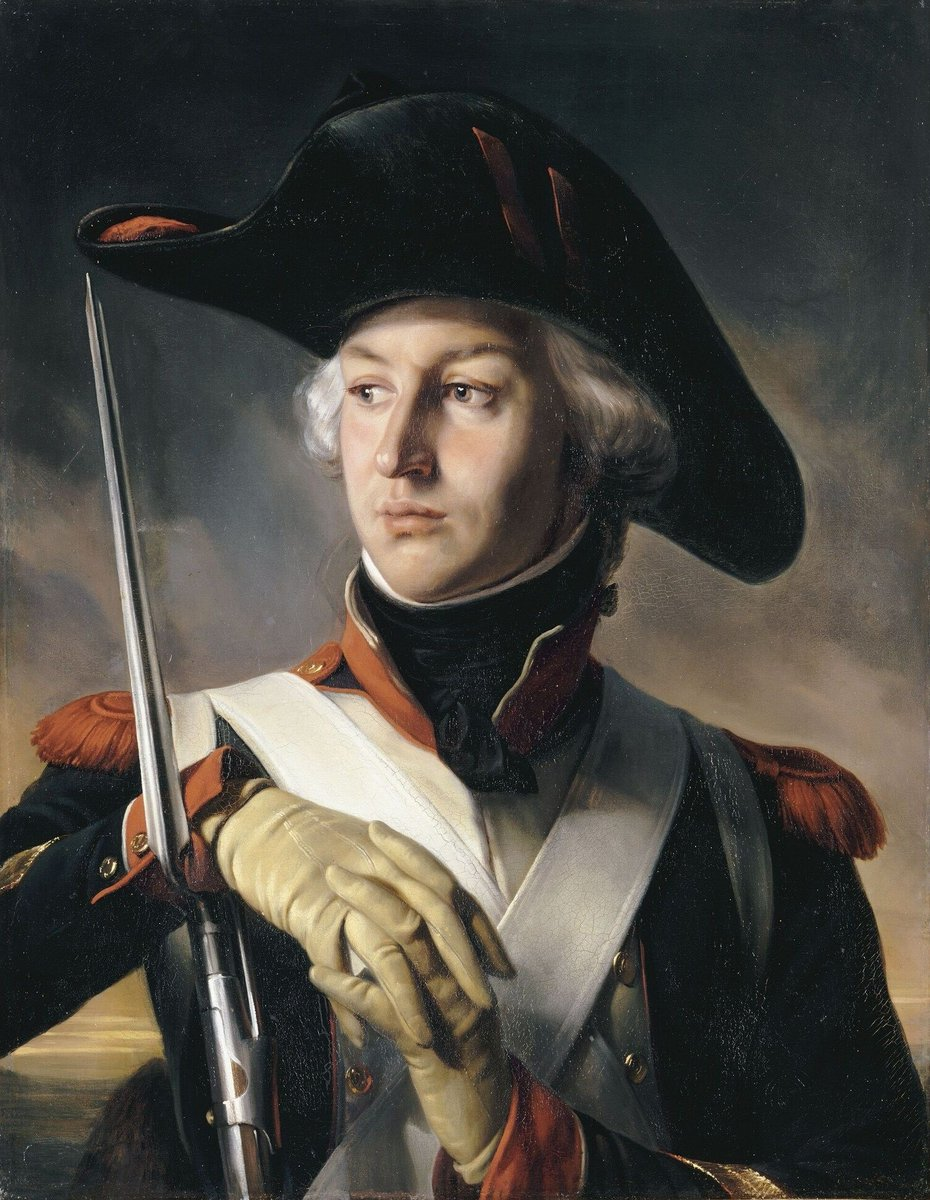
El general francés Jean-Andoche Junot permaneció en Valladolid durante veinte días.

Valladolid fue la ciudad elegida para albergar las tropas francesas a su llegada a España en virtud del Tratado de Fontainebleau debido principalmente a su situación en el eje París—Madrid—Lisboa.
El ejército del general francés Junot permaneció una veintena de días en Valladolid y el del General Dupont unos tres meses, aunque el grueso salió de la ciudad en marzo, aparcó a un tercio de los suyos guardando el paso del Duero y cubriendo el área noroeste. Sin embargo, Valladolid estaba desprovista de grandes cuarteles para albergar a las tropas francesas, y la ciudad tuvo que realizar un extraordinario esfuerzo para adecuar conventos y otras dependencias (San Benito, el colegio de San Gregorio...), así como licenciar al propio ejército español de algunos cuarteles. Sin embargo, los soldados franceses reaccionaron violentamente realizando numerosos destrozos en los cuarteles:

los tablados, que han costado mucho trabajo y dinero, desechos. Las maderas se han extraído. Sin embargo de haberse construido letrinas, los soldados han hecho sus necesidades en todos los sitios, sin distinción, dejándolos tan llenos de porquería que da horror, y las maderas de los techos podridas con la humedad, de manera que, además de indecencia, los edificios amenazan ruina, y la salud de los mismos soldados peligra. Además, han puesto lumbre en todas las partes con riesgo de incendio, y hoy mismo en el cuartel de San Benito se ha preso fuego, logrado por fortuna apagar pronto.
A.M.V. Secretaría General, legajo 7.

La llegada del ejército francés fue aprovechada además para aprovisionar el mercado negro, hundiéndose de esta forma la actividad económica de la ciudad. Así, el descontento creció en la ciudad y se produjeron innumerables altercados y algún conato de motín.
Las autoridades españolas, encabezadas por el capitán general-Presidente, Francisco de Horcaditas, la Real Chancillería de Valladolid y el propio Ayuntamiento, solicitaron en numerosos bandos y proclamas un esfuerzo de convivencia.

### Reacciones al motín de Aranjuez
Aunque el motín de Aranjuez se tuvo lugar el día 17 de marzo, los diarios no le dieron una gran difusión y la noticia llegó por medio de gacetas y cartas particulares. Así el 24 de marzo se produjeron vivas al monarca debutante en la Plaza Mayor, la defenestración y quema del retrato de Manuel Godoy presente en el edificio municipal; auto de fe con los emblemas del almirantazgo, extracción y vía crucis del carro en que fuera paseado el retrato en 1807, del Palacio Real a la plaza en que le prendieron fuego, hundiendo los restos en las aguas del Pisuerga.
La celebración duró varios días con disparos de mosquetes al aire incluidos. Como consecuencia el partido fernandino obtuvo el control del Ayuntamiento, con el marqués de Revilla asentado en la regiduría.
Desde mediados de abril a mediados de mayo, el contingente francés destacado en la ciudad disminuyó notablemente hasta quedar en una presencia simbólica, lo que se tradujo en la desaparición de los numerosos altercados y problemas de convivencia que se habían venido produciendo.

### El dos de mayo vallisoletano

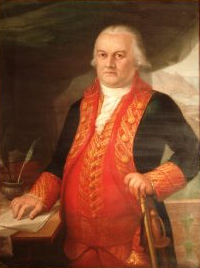
El general Gregorio García de la Cuesta.

Desde el 5 de mayo, el general Gregorio García de la Cuesta sustituyó a Horcaditas como capitán general-presidente. Los ecos del dos de mayo de Madrid resucitaron los reflejos subversivos del partido fernandino, desafiando el propósito contemporizante de García de la Cuesta.
De este modo, el 31 de mayo, una muchedumbre de paisanos salpicada de soldados, se agolpó en las calles y plazas con los gritos de ¡Viva Fernando VII! y exigiendo, frente a las casas consistoriales, el alistamiento general, la entrega de armas, la designación de un jefe, y la proclamación de Fernando VII. El Cabildo condescendió en ello, y los manifestantes pasaron a la Chancillería.
El 1 de junio, García de la Cuesta accedió al alistamiento forzoso, sin distinción, de los varones de 17 a 40 años, y a proporcionar cuadros militares, pasando al Ayuntamiento para publicitarlo. Incluso los prelados ofertaron sus propiedades y el alistamiento de los novicios. Además, se creó la Junta de Armamento y Defensa de Valladolid, bajo su presidencia, a la que fueron llamados dos representantes de cada corporación: Chancillería, Universidad, Ayuntamiento, Cabildo eclesiástico y gremios. Cuesta, que la controló sin problema, la elevó a la categoría de Junta General o Superior de las otras organizadas en las intendencias castellanas que hubieron de entenderse con ella sin estar representados en su seno. Se encontró con un gran problema para organizar la defensa, pues Castilla poseía una deficiente infraestructura militar y no disponía de ningún ejército.

### Desarrollo de la guerra

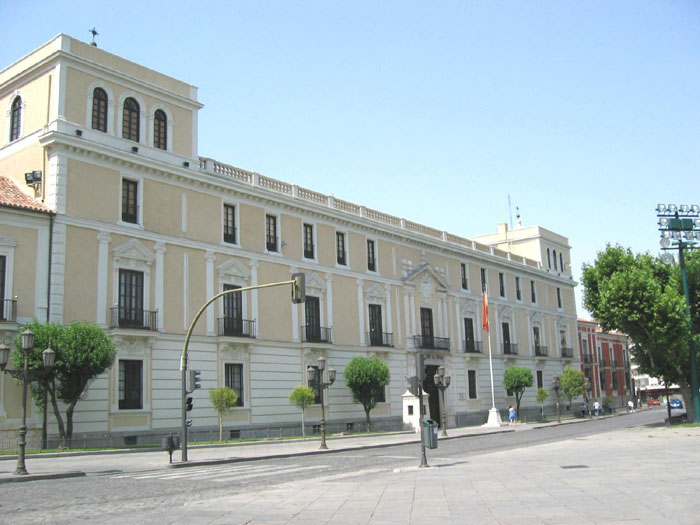
Palacio Real, el lugar donde Napoleón se hospedó a partir del 6 de enero de 1809, convirtiendo a la ciudad en la capital oficiosa del imperio durante los once días que estuvo.

La insurrección en Valladolid despertó la preocupación del mariscal de Bessières. Como consecuencia, se produjo el 12 de julio de 1808 la batalla de Cabezón, que se saldó con una derrota absoluta y la retirada en desbandada del ejército dirigido por García de la Cuesta. Tras la victoria entró en Valladolid un contingente francés, pero debido a la escasez de tropas, Bessières desguarneció Valladolid lo que incitó a García de la Cuesta a tratar de recuperar posiciones en la llanura castellana. Pero el mariscal no descuidó el eje Burgos-Valladolid, y recibió refuerzos cuando los ejércitos de Galicia y Castilla intentaban dirigirse a Valladolid.
El 6 de enero de 1809 a las cuatro de la tarde, tuvo lugar la llegada de Napoleón Bonaparte a caballo a través del puente Mayor. El emperador vino acompañado de su guardia; con unos 1500 soldados de caballería y unos 4000 de infantería, además de dos obuses y dos cañones que se situaron cargados a las puertas del Palacio Real, lugar donde se alojó Napoleón.
Con motivo de su llegada se iluminó la casa consistorial y el Palacio Real y hubo repique de campanas. Se dio orden de prender y ahorcar a los revolucionarios. El día 10 de enero Napoleón pasó revista en el Campo Grande a unos 9000 soldados de infantería y finalmente abandonó Valladolid en la mañana del 17 de enero de 1809.
La ciudad fue finalmente liberada por el ejército mandado por Wellington, en julio de 1812.

## SigloXIX
Como en alguna ocasión se ha podido leer, Valladolid era, al entrar el siglo XIX poco más que un pueblo grande, lodazal en invierno y un lugar polvoriento en verano, con grandes iglesias y numerosos conventos y palacios, estos últimos casi siempre en mal estado. No era, a esas alturas, aquella ciudad que había sido sede de la Corte. Valladolid era un lugar en el que el tiempo hacía mucho que se había paralizado y en la que el movimiento era lento. Pese a los intentos de los ilustrados, era una ciudad en la que las basuras hacían la competencia al escaso mobiliario urbano por ocupar lugar en las calles, debido a que el Ayuntamiento, en una sempiterna falta de fondos, no tenía medios para recogerlas. De todas formas, la absoluta falta de higiene era un rasgo común entre numerosas ciudades europeas. De arreglar esto, se ocuparía en el siglo XIX la mentalidad higienística, que provocaría la construcción de alcantarillados y el saneamiento de las calles.

### Demografía
La ciudad de Valladolid contó, cuando la Corte estuvo instalada en ella, con una población numerosa (unos 40 000 habitantes) que posibilitó la ampliación del tejido urbano hasta unos límites que la hacían codearse con cualquiera de las grandes poblaciones del país. A partir de la marcha de la Corte, Valladolid entró en un lento pero progresivo e inexorable decrecimiento que tuvo su punto más bajo a finales del siglo XVII, con una población de unos 18 000 habitantes. En el siglo XVIII, la población se recuperó algo, llegando a 21 099 los vallisoletanos censados en 1788. Sin embargo, a principios del siglo XIX, tuvo lugar otra crisis que ralentizó el crecimiento demográfico de la ciudad.
Tras esa fecha, hay un claro estancamiento demográfico, con ligeros aumentos y descensos de población, que hicieron que a finales de la década de los cuarenta esta permaneciese estable. Fue en estos años, a finales de la década de los cuarenta, cuando se inicia un considerable incremento demográfico, que provocó que en el periodo comprendido entre 1848 a 1860, Valladolid pasara de 21 800 habitantes a 43 000.
Como asegura Rueda Hernanz, el crecimiento era debido a un fuerte aumento de la natalidad que contrapesaba la gran mortalidad existente, es decir un crecimiento vegetativo propio del Antiguo Régimen. Hay que tener en cuenta que en varias ocasiones, como en 1834, hubo catástrofes demográficas de notables características que supusieron fuertes pendientes en el número de habitantes. Por ejemplo, el cólera mató en Valladolid a unas 1600 personas sobre una población de 23 000 (véase: Pandemias de cólera en España).

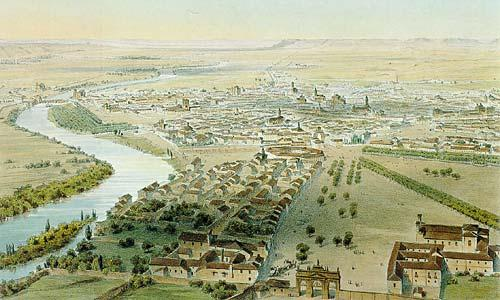
Valladolid a mediados del. Esta vista, de A. Guesdon, muy realista, está tomada sobre la Puerta de Madrid, hoy desaparecida, que constituía la puerta de entrada a la ciudad en lo que hoy es el Paseo de Zorrilla. Se observa también varias hileras de árboles que delimitarían en un futuro lo que hoy es el Parque del Campo Grande. En primer plano, a la derecha, aparece el convento del Carmen Calzado, demolido en 1930. Un gran edificio con forma de octógono aparece cerca de la entrada a la calle Santiago, es la antigua Academia de Caballería que fue destruida por un incendio a principios del. Se ve la Plaza Mayor con el antiguo Ayuntamiento, la Antigua y la Catedral sin ninguna torre. Al fondo y a la izquierda, la Judería del y el Puente Mayor, con su puerta fiscal, hoy desaparecida. También es visible, junto al puente, la antigua iglesia de San Nicolás. Alrededor de la Catedral se destacan los volúmenes de las iglesias de las Angustias, San Martín y el Salvador.

### Economía

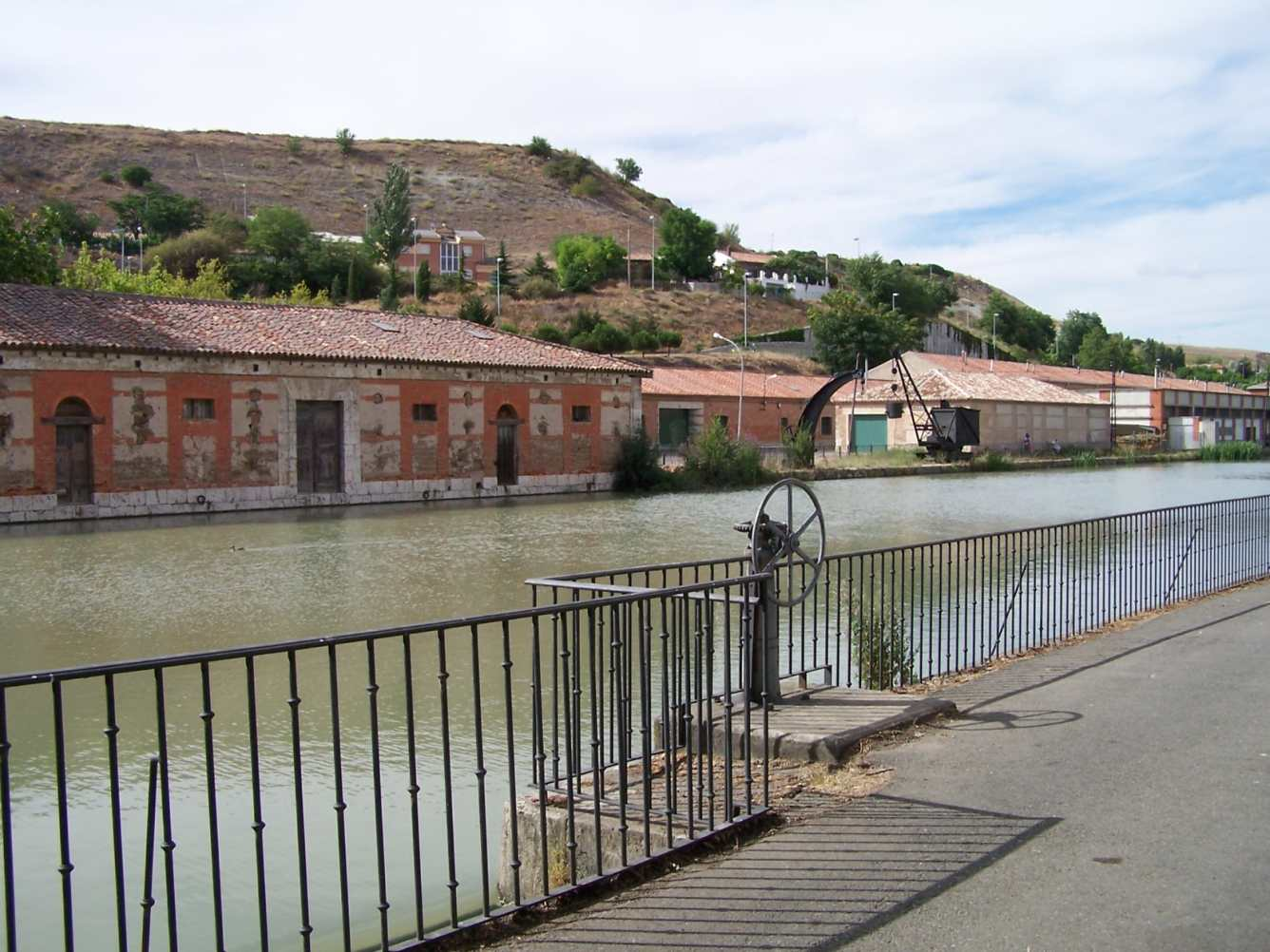
Canal de Castilla, dársena de Valladolid. La idea de este canal era servir como vía de comunicación y transporte que solucionase el problema de aislamiento que sufría la meseta castellana, debido al relieve complicado y una deficiente red viaria, que hacía casi imposible el transporte de los productos agrarios de la región. También se construyó el Canal del Duero con la intención de crear una gran superficie de regadío en los alrededores de la ciudad y obtener agua más potable.

Una de las causas fundamentales del crecimiento de la ciudad fue el indudable despegue económico que vivió en las décadas de los cincuenta y sesenta hasta la llegada de la crisis de 1864. Este despegue supuso que Valladolid se convirtiera en un imán para la población de todo el noroeste de la península, convirtiéndose la inmigración en un fenómeno extraordinariamente importante, llegando a alcanzar la población foránea en 1863 el 64% de toda la población activa de la ciudad.
Se puede ver, así que la mayor parte de los trabajadores afincados en Valladolid provenían de la inmigración. Otro dato de enorme interés es que el 22.5% de estos inmigrantes se dedicaban al sector primario, un 33% al secundario y un 44.5% al terciario. Este interesante dato explica, en buena manera, que a la llegada de la fuerte crisis de 1864, el número de desempleados aumentara vertiginosamente, al ser el sector terciario el que más sufre, en principio, los efectos de cualquier problema de tipo económico.
La década de los sesenta fue de especial importancia para Valladolid. Los primeros años, de completa euforia económica, se centraron en un crecimiento económico basado en la especulación. La caída del sistema financiero vallisoletano fue debida a la falta de escrúpulos de sus dirigentes unida a una falta de rentabilidad del sistema ferroviario, que a su vez había sido causante en buena medida del despegue en las décadas anteriores.
La crisis tuvo unos efectos catastróficos para la ciudad, ya que económicamente tuvo un fuerte parón de cerca de diez años. Todos los sectores de la ciudad hicieron repetidas llamadas a las instituciones en petición de ayuda, la cual nunca llegó, provocando un malestar y resentimiento hacia las mismas. No obstante, y con notables esfuerzos, se consiguió salir de la crisis aunque nunca se llegara a gozar de los avances del tramo intermedio del siglo. Esta situación se puede constatar desde el punto de vista demográfico en el hecho de que entre 1877 y 1900 Valladolid pasara de 52 181 habitantes a 68 789, crecimiento que aunque notable no es tan grande como el registrado entre 1848 a 1860.

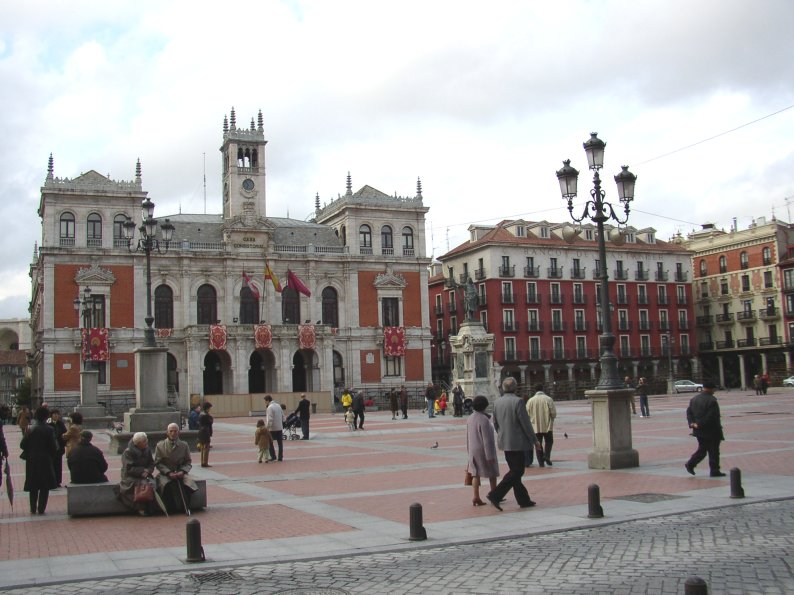
Plaza Mayor y Ayuntamiento, Valladolid.

A pesar de haber superado la grave crisis de mediados de los sesenta, los siguientes años no fueron de bonanza ni para Valladolid ni para el resto de Castilla, debido al progresivo abandono de las medidas proteccionistas en pos de las corrientes librecambistas. Este hecho hizo que la industria harinera acabara por resentirse al perder los mercados tradicionales. Indudablemente, el retroceso de una industria tan poderosa y fundamental para Valladolid como la harinera fue extendiéndose al resto de industrias, viéndose afectadas fábricas de todo tipo, cerrándose algunas de ellas.
Fue a partir de la década de los noventa cuando la situación fue atenuándose gracias a las medidas proteccionistas conseguidas de las alianzas entre los industriales vascos y catalanes con los harineros castellanos, con lo que la recuperación económica real fue llegando ya en el siglo XX.
Sobre las industrias vallisoletanas y su implicación directa con el arte hay que resaltar algunos aspectos. Por un lado, las fundiciones, que se encargaron en los últimos años del siglo de buena parte de los trabajos de hierro de la ciudad. Cuando se lleva a cabo el proyecto del Puente Colgante la ciudad no podía asumir el trabajo, por lo que se buscó en Inglaterra una empresa capaz de realizar los proyectos planteados, Cuando los mercados de hierro se empiezan a levantar, se hace mención a que la mayor parte de las piezas de hierro se fundieron fuera de Valladolid a pesar de haberse diseñado en la ciudad del Pisuerga. Es más, parte del hierro utilizado en el mercado del Val procedía de la vallisoletana Fundición del Canal, hierro de mal aspecto y que fue el origen de los innumerables problemas que padeció el mercado.
Este hecho se repite en otros campos. Cuando se tiene que realizar la carpintería del nuevo Hospital Provincial se acude a empresas foráneas. La cantidad de armaduras necesarias, así como con las puertas, ventanas y balcones, en un volumen suficiente como para llenar ocho vagones, era inasumible para Valladolid, comentando la prensa que «si toda la obra se hubiera ejecutado en esta población, hubieran hecho falta 50 carpinteros trabajando un año seguido». Ni la recién creada Carpintería Mecánica de Federico Delibes pudo competir con empresas de fuera de Valladolid a la hora de hacerse con el encargo.
Así, se puede ver una cierta incapacidad en los talleres, fábricas y empresas vallisoletanas que pudo suponer durante algún tiempo un cierto freno a la arquitectura local. No obstante, también hay que afirmar que el panorama fue cambiando en los últimos años del siglo, llegando a ejecutar edificios tan notables como el frontón Fiesta Alegre con materiales procedentes de la ciudad.

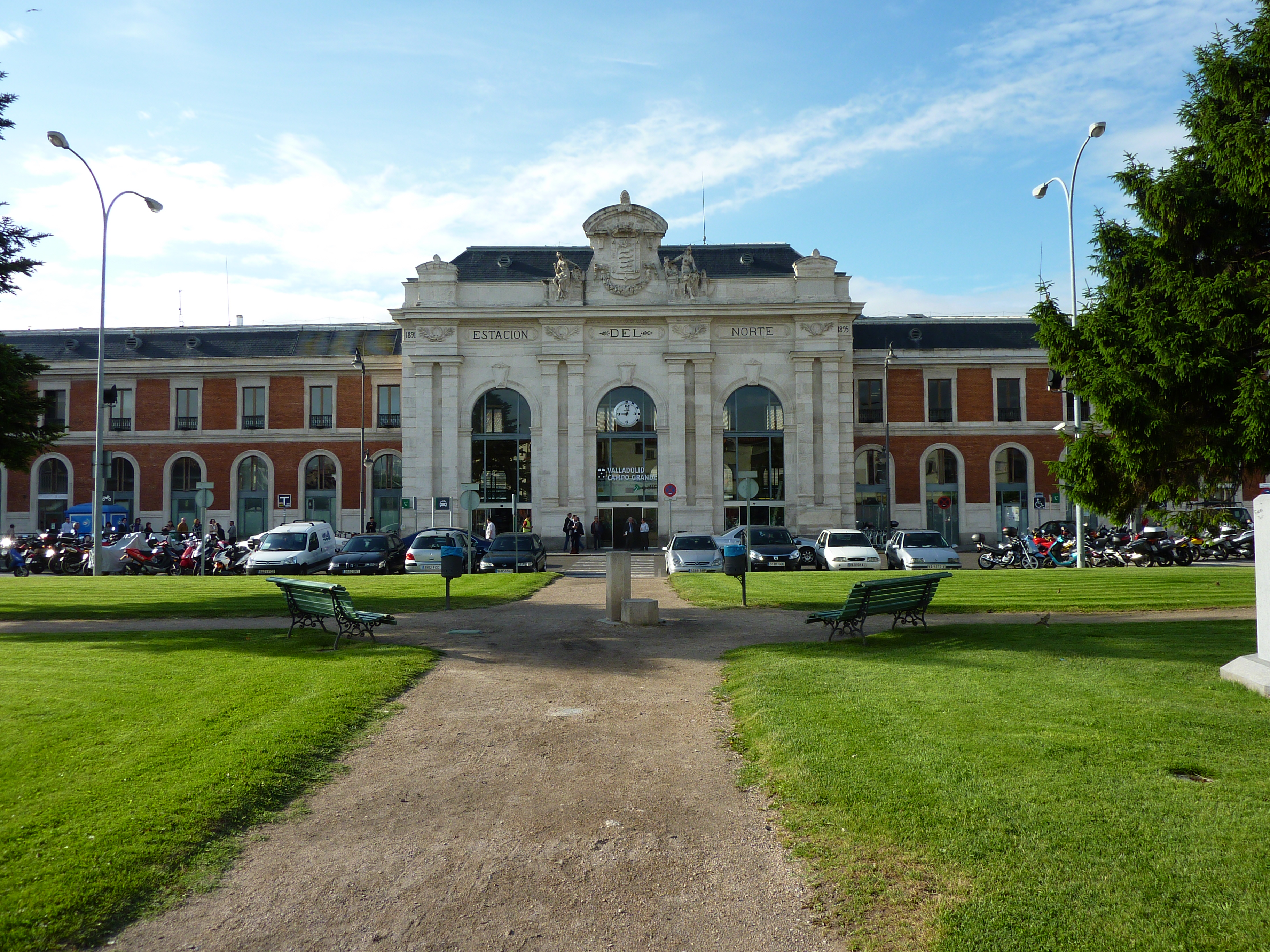
Estación de trenes Campo Grande.

#### Desamortización, ferrocarril y progreso
A partir de 1830, con la desamortización y la reordenación en provincias del territorio español se reactiva tímidamente el comercio y la administración. Cuando Mendizábal transfiere los inmensos huertos y jardines de los conventos y sus edificios, se aprovecha la oportunidad para abrir nuevas calles o crear servicios públicos en los nuevos edificios.
La llegada del ferrocarril a Valladolid supone un gran impulso y marca la dirección de crecimiento de la ciudad. Durante este siglo la ciudad no crece notablemente, pero su estructura interna cambia, se abren nuevas calles, se abren nuevas plazas y jardines, como el del Poniente, se reforma el Campo Grande, y se encauza y desvía el río Esgueva, lo que supone el fin de las inundaciones en la ciudad. Todo esto es posible gracias a la gestión de grandes alcaldes como Miguel Íscar.
El 22 de octubre de 1887 se inauguró el alumbrado público en Valladolid. La noche del 22 al 23 de octubre de 1887 tuvo lugar la iluminación del Teatro Zorrilla y del Círculo de Recreo Mercantil así como de algunos cafés y casas particulares. La central suministradora, de carácter térmico, estaba ubicada en una antigua fábrica de tejidos, en la margen derecha del río Pisuerga, la popularmente conocida como "La Electra".

### La sociedad vallisoletana delsigloXIX

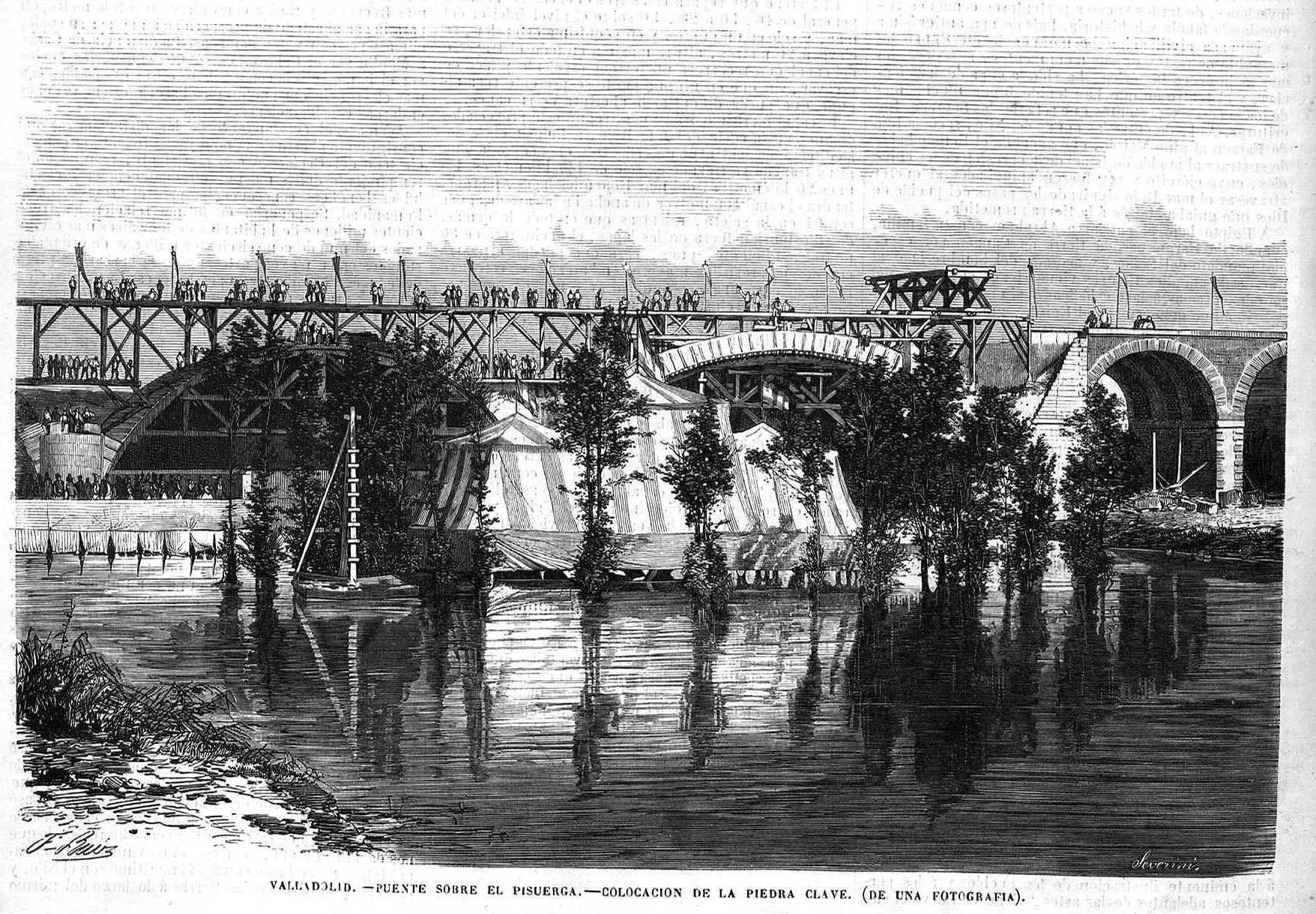
Puente sobre el Pisuerga, colocación de la piedra clave —25 de julio de 1858—, grabado publicado el 30 de agosto de 1858 en El Museo Universal.

A la vista de los datos referidos es muy interesantes saber como se comportaba la sociedad vallisoletana del siglo XIX, que aporta elementos claves para comprender el como y el porqué de muchas operaciones urbanísticas y arquitectónicas en la ciudad. Existía, multiplicado gracias a la bonanza económica de mediados de siglo, un grupo social, alto de miras, constituido por los poseedores de importantes capitales e industriales de diverso tipo. Este grupo, de escasos escrúpulos por regla general (las visiones globalizantes siempre conllevan alguna injusticia) en vez de reactivar la economía de manera estable y conducir a la ciudad a convertirse en un centro industrial de primera magnitud, se dedicó a mantener estables tan solo sus propias economías, dedicándose a dotar a la ciudad de aquellos avances que creían convenientes para su propia posición. A pesar de estas características finiseculares de este sector de la población, a finales de siglo consiguieron convertir Valladolid en un embrionario centro industrial, situación de la que nunca pasó hasta llegado la mitad del siglo XX.

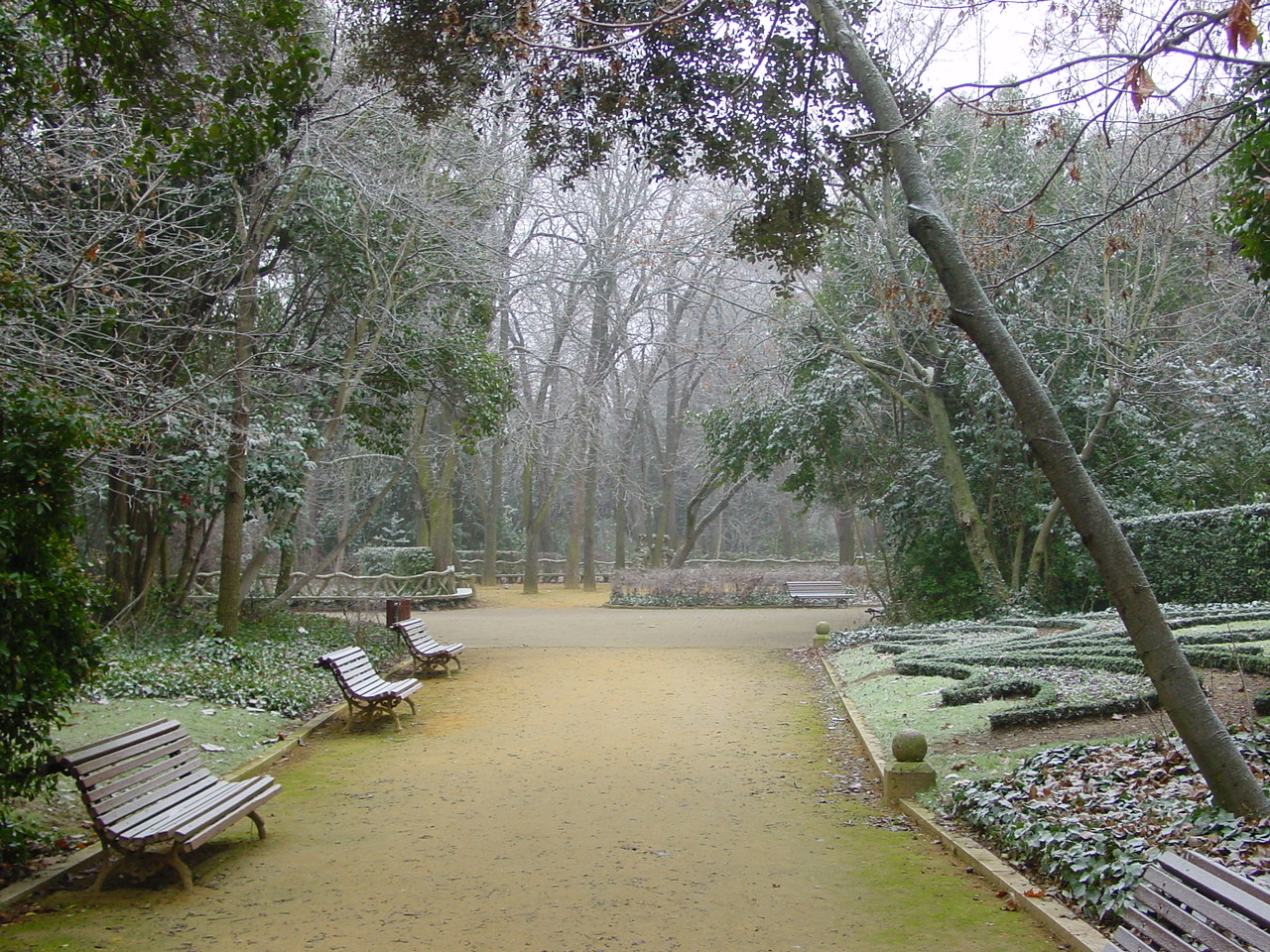
Campo Grande en invierno.

Esta alta burguesía será la que provoque buena parte de los acontecimientos urbanísticos y arquitectónicos de la ciudad en la segunda mitad del siglo, cuando la acumulación de capitales fue suficiente tanto en volumen como en número de propietarios para que la presión de sus opciones se hiciera valer. Esto no quiere decir que estas fueran de manera coordinada, sino más bien que existía un sentimiento mutuo que hizo reconvertir ciertas partes de la población.

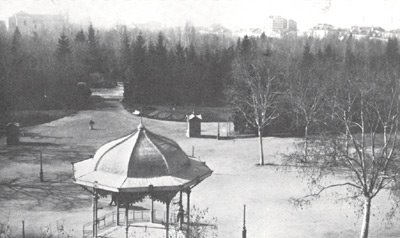
El desaparecido Templete en el Paseo Central del Campo Grande a finales del en invierno.

En cualquier caso, uno de los aspectos más destacables de la sociedad del siglo XIX, apreciable de manera clara en la prensa y escritos de la época, era la preocupación existente por la enorme cantidad de parados, mendigos, pobres y vagabundos que había en la ciudad de Valladolid. Este es un hecho constatable en todo el siglo, aunque se multiplicó más si cabe a partir de la crisis económica de 1864, no deteniéndose la tendencia, aunque matizada, hasta finales de siglo. La cantidad se aproximaba, según estudios, a una sorprendente cifra de unas 4000 a 5000 familias, lo que daría como resultado que en Valladolid existieran unas 20 000 personas necesitadas o pobres.
Este hecho produce que la ciudad se viera literalmente invadida por cientos de personas en busca de caridad, que en algunos casos llegó, a juicio de los personajes de la época, a límites insufribles. Valladolid era, además, receptor de gran cantidad de desesperados de otros lugares, lo que provocó el que, en ocasiones, los pobres locales protestaran la llegada de foráneos, que les iban a «robar» su derecho.

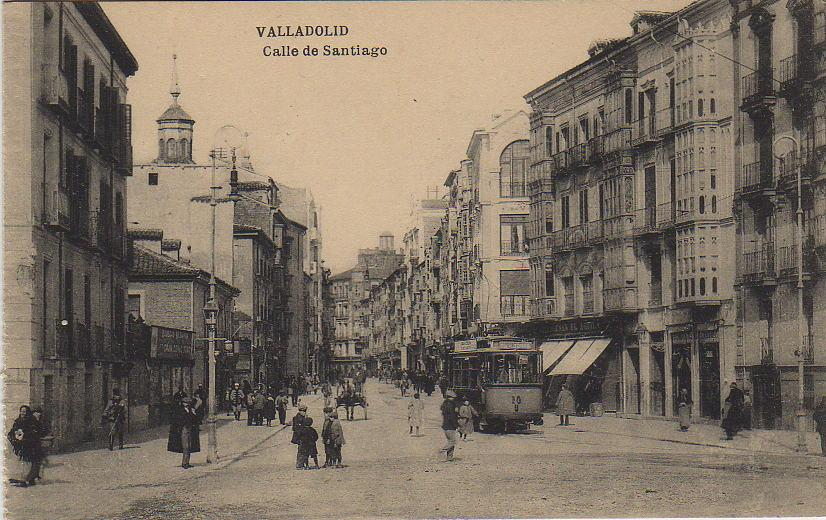
Tarjeta Postal de la Calle de Santiago en 1900.

La existencia de esta gran masa de desempleados será enormemente importante en ciertos aspectos de la urbanística y la arquitectura de la ciudad, ya que esta fue utilizada como medio para paliar, en la medida de lo posible, la situación general. Tras analizar o informar de una determinada construcción, se solía incluir, si era notable, el número de obreros que iban a poder participar en la citada obra. Quiere decir esto que se incluía un baremo suplementario a las cualidades estéticas o de otro tipo de una obra, baremo que hacia referencia directa al número de jornaleros que trabajarían. Por ejemplo, en la construcción del colegio San José se hace mención tanto a que el ritmo de la misma fue magnífico como a que se llegaron a utilizar hasta 300 obreros, cifra extraordinariamente alta para la época.
Otro fenómeno, aplicable a las construcciones públicas financiadas por el Ayuntamiento, fue la existencia de los trabajadores del plus. Estos trabajadores no cualificados que en la época invernal eran contratados por el municipio para obras públicas, por lo general de pequeña entidad. El fin no era otro que evitar que la masa de desocupados aumentase de forma tal que el peligro de desórdenes fuera elevado. Aunque la fórmula fue utilizada desde años antes, fue a raíz de la crisis de 1864 cuando el número aumento de forma vertiginosa, situándose a partir de entonces en cifras superiores a los 1000 trabajadores. El personal era renovado semanalmente y el salario no pasaba de ser una ayuda para malvivir durante los meses más crudos del invierno.

## SigloXX

### Reinado de Alfonso XIII

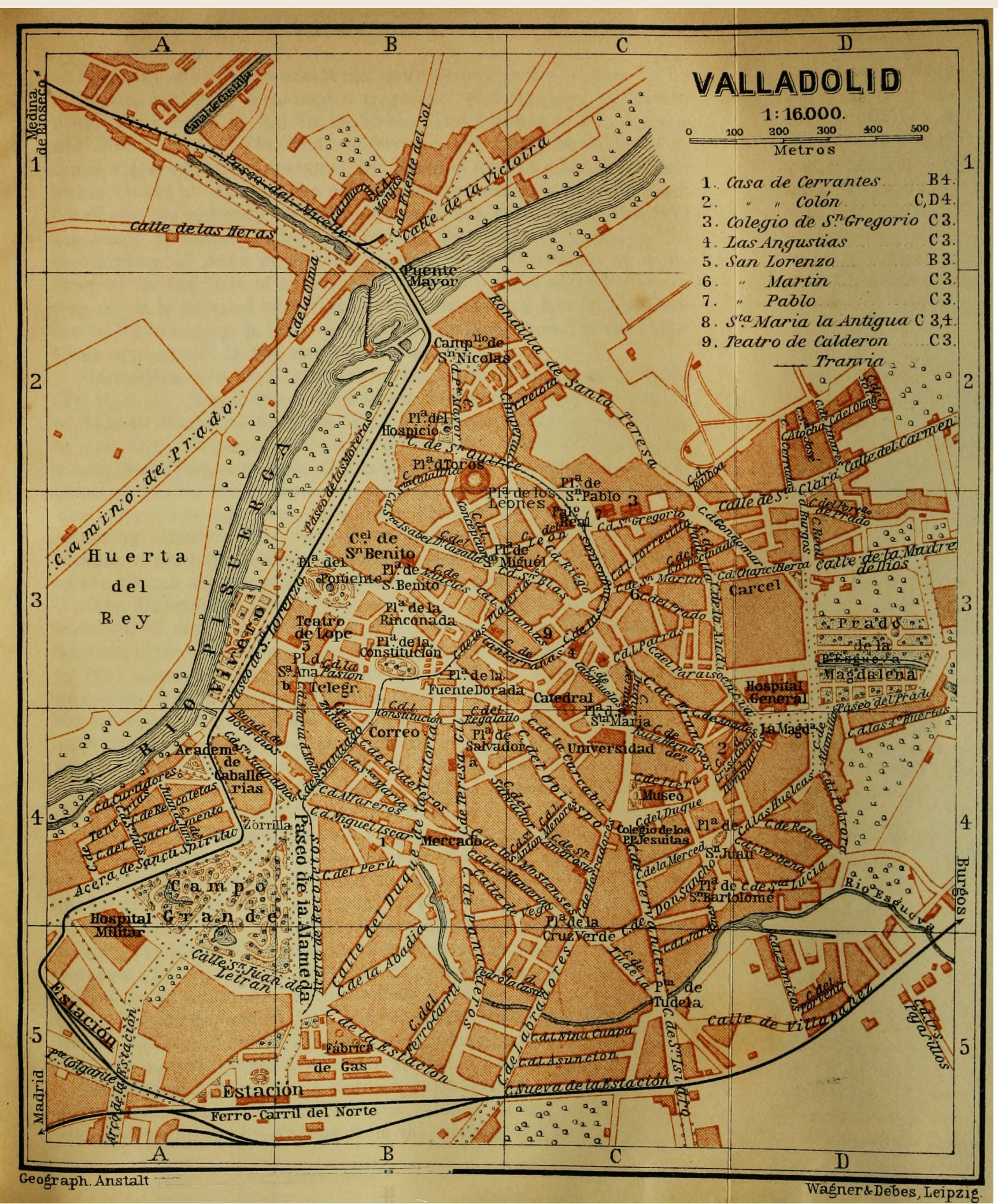
Mapa de Valladolid en 1901

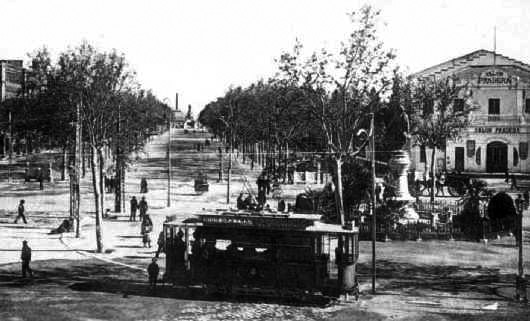
Plaza Zorrilla a principios del. En frente está el Campo grande y a la izquierda la acera de recoletos.

En 1898, la derrota en la Guerra hispano-estadounidense, tuvo consecuencias graves para el comercio harinero, ya que Valladolid era la capital desde la que se abastecía a las colonias. Tras finalizar el conflicto, el ayuntamiento de Valladolid donó una peseta diariamente a Cruz Roja por cada soldado herido de forma permanente en la guerra.
Lentamente, y más rápido a partir de la neutralidad de España en la Primera Guerra Mundial Valladolid experimentó una recuperación económica y un aumento de su industrialización. También experimenta un aumento de la población, puesto que en 1900 tiene unos 70 000 habitantes y en 1930 tiene más de 90 000.

### La segunda República

Bandera de la Segunda República Española. La proclamación de la República fue recibida con gran júbilo en Valladolid.

El 14 de abril de 1931, conocida la victoria de las candidaturas republicanas en las elecciones municipales del 12 de abril de 1931 una gran multitud se congregó en la Calle Duque de la Victoria donde se prorrumpió en vivas al nuevo régimen. Tras la proclamación de la Segunda República por parte de los dirigentes de los comités socialista y republicano desde el balcón de la casa consistorial en la Plaza Mayor de la ciudad, la situación volvió a la normalidad, sin que se produjese ningún incidente de importancia, siguiendo las consignas de los líderes republicanos, adelantándose a posibles actos vandálicos que, finalmente, no llegaron a producirse.
El día siguiente de la proclamación, 15 de abril, que fue declarado festivo por el Gobierno provisional de la República, coincidió con el paso por la Estación del Norte de la ciudad, camino de Madrid, de los futuros ministros republicanos que retornaban del exilio: Diego Martínez Barrio, Luis Nicolau d'Olwer, Marcelino Domingo e Indalecio Prieto. El Casino republicano convocó un acto de bienvenida, al que acudieron la Banda Municipal, los comités republicanos de varios pueblos de la provincia y de la ciudad, y un numeroso público que abarrotaba los andenes y se subía a las farolas para recibir a los dirigentes republicanos. Por las calles, grupos de espontáneos entonaban La Marsellesa y el Himno de Riego.
Durante la etapa republicana, Valladolid sufrió el deterioro progresivo de la economía nacional; la crisis económica, el aumento del paro y los bajos salarios afectaron seriamente al sector laboral más importante de Valladolid, el de los obreros ferroviarios, que venía instando con insistencia un aumento salarial desde principios de 1931. A finales de marzo, la Agrupación Socialista y la Federación Local de Sociedades Obreras marcharon en Valladolid desde la calle de Santiago hasta el Gobierno Civil en una manifestación a cuyo frente se encontraban los líderes socialistas Remigio Cabello y Antonio García Quintana. La afiliación a la Unión General de Trabajadores había crecido en relación con la gravedad de la crisis, de modo que en 1930 las sociedades obreras ligadas a la Casa del Pueblo de Valladolid contaban en la capital con aproximadamente un 10% de la población activa.

### Preguerra y Guerra Civil

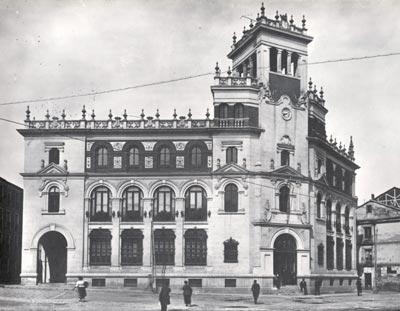
La tarde del sábado 18 de julio de 1936 una columna de guardias de asalto ocupó la sede de Correos en Valladolid. Valladolid quedará desde el primer momento ocupado por el bando sublevado en la denominada «zona nacional», durante toda la guerra.

El 4 de marzo de 1934 se fusionaron Falange Española (el partido de José Antonio Primo de Rivera) y las JONS(el partido de Onésimo Redondo) en un acto celebrado en el Teatro Calderón.
Tras el levantamiento del 18 de julio de 1936, Valladolid queda en la zona nacional; el general Saliquet se puso al frente de la capitanía general de Valladolid, sustituyendo a Molero. La ciudad permanecería en el bando sublevado hasta el final de la guerra en 1939. La ciudad tenía bastante importancia debido a que era la sede de la VII Región Militar y contaba entonces con una población de unos 100 000 habitantes. Durante la guerra la ciudad fue bombardeada por el ejército republicano el 19 de enero de 1938. Al conocer los hechos, el ministro de Marina y Aire, Indalecio Prieto, se encolerizó pues la decisión había sido tomada a espaldas suyas. Dos días más tarde los nacionalistas respondieron con un violento raid sobre Barcelona que produjo 150 muertos y 500 heridos entre la población civil. Experimentó las penalidades propias de la guerra (hambre, racionamientos...).
Durante la guerra e incluso finalizada esta, la represión franquista fusiló en Valladolid en torno a cuarenta personas cada día. Allí, como en otras ciudades de la zona sublevada, los presos eran sacados por la noche en camiones para ser fusilados en las afueras de la ciudad sin siquiera el simulacro de un juicio. El general Mola enviaría un comunicado pidiendo que estas ejecuciones se hiciese en lugares más discretos y que se enterrase a los muertos, algo que hasta entonces no se hacía.

### El Plan César Cort

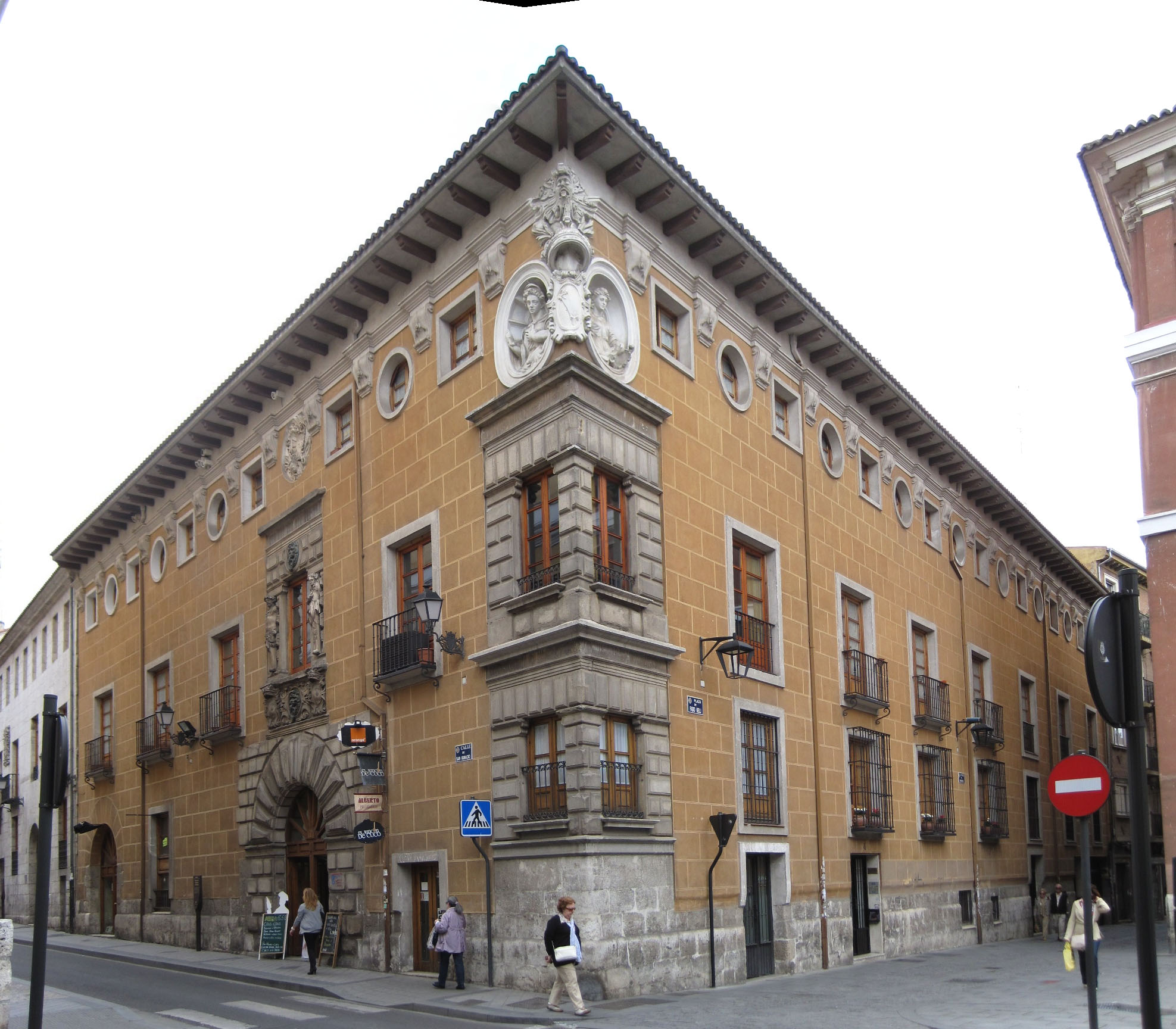
Palacio del Marqués de Valverde. Durante el y sobre todo el muchos palacios, iglesias y otros monumentos históricos fueron derribados (aunque hay que indicar que algunos se encontraban en estado de ruina absoluta). En julio de 1978, el Consejo de Ministros declaró conjunto histórico-artístico a la ciudad, pero la decisión llegaba demasiado tarde. Fernando Chueca Goitia afirmó, que la destrucción del patrimonio histórico-artístico de Valladolid era de nueve sobre diez.

En 1940 tiene lugar la peor catástrofe de este siglo en la ciudad cuando explota el polvorín del Pinar de Antequera provocando más de cien muertos.
Debido a que a partir de la década de 1950 se produce la absorción de miles de emigrantes procedentes del éxodo rural ocurre un importante crecimiento demográfico y urbanístico. Este último se produce de forma totalmente descontrolada, nacen nuevos barrios obreros (como La Rondilla) y se produce una pérdida irreparable de patrimonio urbano en el casco viejo: edificios antiguos, conventos y claustros, incluyendo decenas de palacios renacentistas, fueron demolidos para construir bloques de pisos de gran altura que rompen la armonía arquitectónica de la ciudad (un crecimiento similar al de Vigo, Zaragoza o Sevilla provocados por su rápida industrialización ya que entre otras cosas fueron declarados «polos de desarrollo»). Estas actuaciones son consecuencia del planeamiento urbanístico proyectado y parcialmente ejecutado en 1938 por el urbanista alcoyano César Cort.
En este plan se proponía un ambicioso plan de extender la urbanización por la margen derecha del río Pisuerga con la creación de una nueva ciudad-jardín de viviendas unifamiliares con arboledas y vegetación, en lo que hoy es el barrio Huerta del Rey. Pero también una reforma de la estructura del centro histórico vallisoletano. El plan señalaba la imposibilidad:

«de cualquier mejora que no parta del principio de la destrucción total de lo existente»

Esta drástica medida, se intentó contrarrestar mediante un proyecto de conclusión de la catedral herreriana que finalmente quedó en nada.
La remodelación del casco histórico consistía en la apertura de grandes arterias que deberían enlazar con las carreteras y los puentes que asegurarían la conexión con la otra orilla del río y también la realización de una «avenida de las fábricas», que facilitase la movilidad de la población trabajadora vallisoletana.

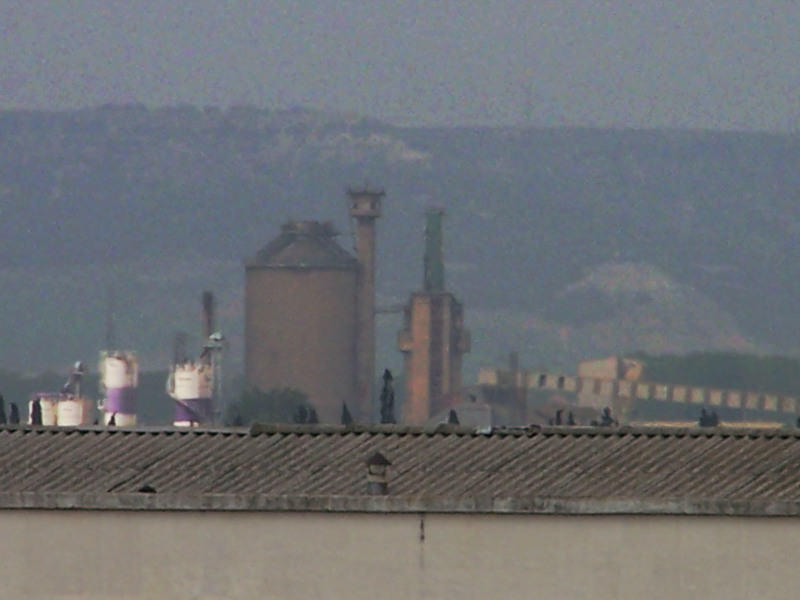
Antigua fábrica de Nicas en Valladolid. Durante el desarrollismo franquista la ciudad se transformó en un importante polo industrial con empresas como FASA-Renault, ENDASA, NICAS, Michelin, camiones Pegaso (automóviles), Indal...

Uno de los ejemplos más polémicos del plan fue el intento de apertura de una calle que llegase de la plaza del Ochavo por la calle de la Platería hasta la plaza de San Pablo, lo que habría supuesto el derribo de edificios históricos como la Iglesia de la Vera Cruz, aunque diferentes disputas entre el ayuntamiento, el arzobispado y la cofradía dieron al traste con el ansia municipal destructiva de aquellos años.

### Economía

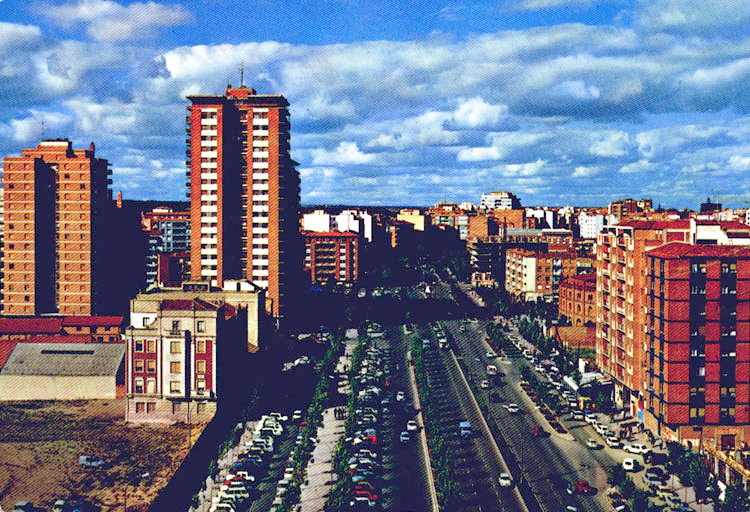
El Paseo de Zorrilla en los años 70.

La ciudad se expande, creciendo del otro lado de la vía férrea en el barrio que se llamará de Las Delicias. Tras la postración de los primeros años de la posguerra, desde los 50 Valladolid experimenta un importante cambio debido a la instalación de industrias automovilísticas (como FASA-Renault) y de otros sectores  (Endasa, Michelin, NICAS, Pegaso, Indal, ACOR, El Árbol, Queserías Entrepinares...). El nombramiento de Valladolid como "polo de desarrollo" en 1964 impulsó significativamente la industria y la economía. Era la época del milagro económico español (1959-1973).
En los últimos años de la década de los 60 se inicia un peculiar proyecto: la construcción del Edificio Duque de Lerma, que sería el edificio más alto de la ciudad. Tres décadas después de su construcción, permaneció deshabitado y en varias ocasiones a punto de ser derribado. En estas tres décadas se convirtió en un curioso muro reivindicativo de ideas antilaboristas y antimilitaristas. A finales de 1997, el Ayuntamiento consiguió desbloquear todos los obstáculos y las obras se reanudaron. Desde diciembre de 1999, este edificio de 22 alturas luce un exterior totalmente renovado con un diseño sobrio y elegante.

### Sociedad

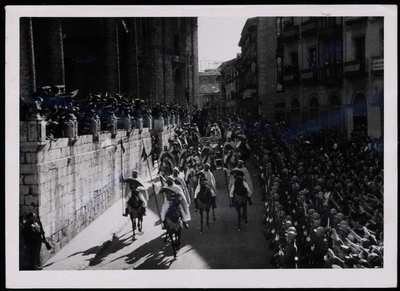
El dictador Franco llega en automóvil a la catedral de Valladolid escoltado por la Guardia Mora, durante su visita a la ciudad en septiembre de 1939.

Francisco Franco visitó Valladolid en 1939, 1940, 1945, 1950, 1961 y 1969. Algunos vallisoletanos destacables durante el franquismo fueron Antonio Tovar, quien llegó a participar en varias negociaciones con Mussolini y Hitler. Otro fue Pedro Urraca Rendueles, quien fue un espía que persiguió a los republicanos en el exilio en la Francia ocupada (siendo el responsable de la captura de Lluís Companys). Mientras que Vicente Gil García fue el médico personal de Franco entre 1937 y 1974.
A partir de la década de los 70, la conflictividad social en Valladolid fue incrementándose debido a la cada vez mayor actividad de los movimientos estudiantiles y los trabajadores de la industria del automóvil, principalmente, alcanzando el cenit en 1975.

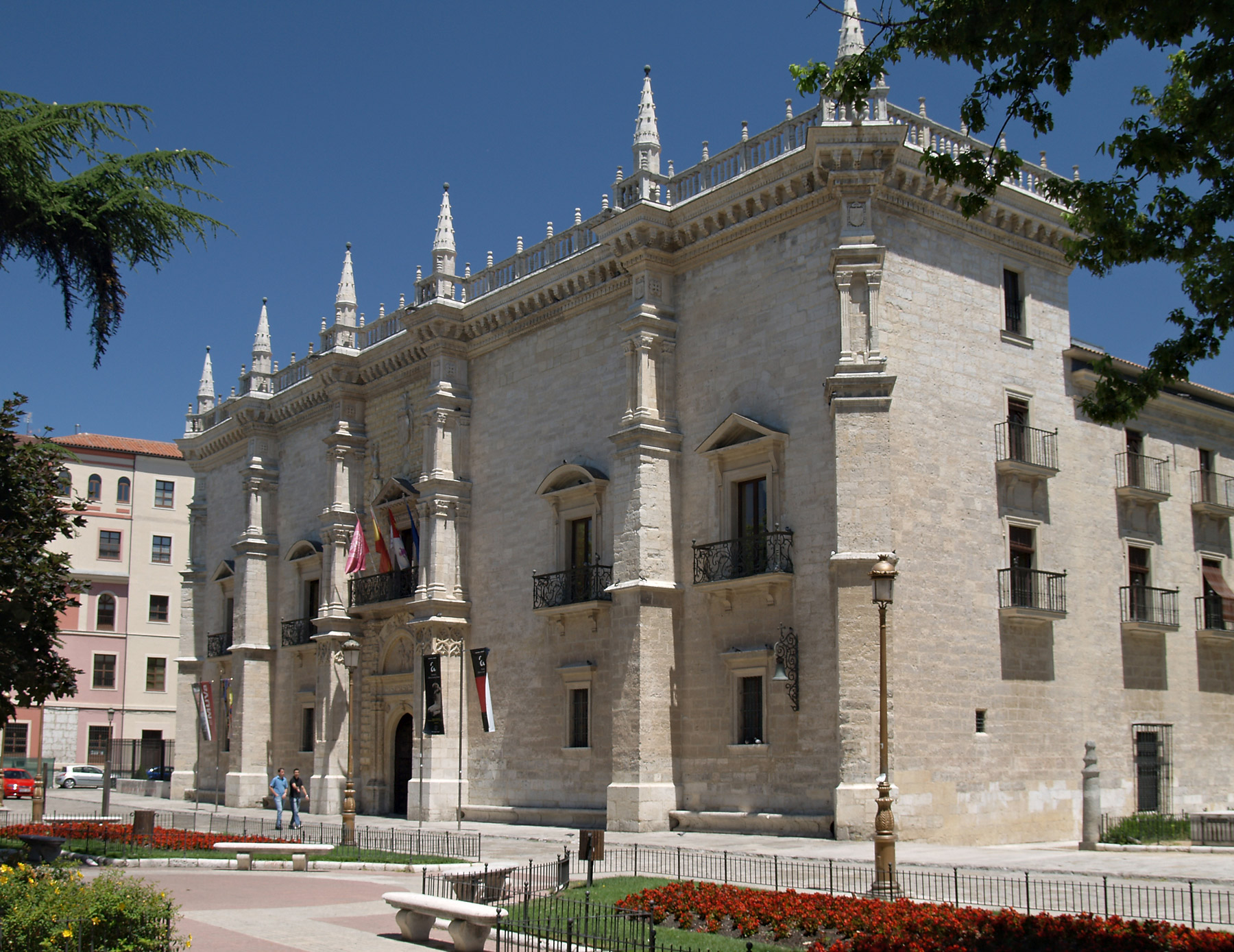
La Universidad de Valladolid, fue clausurada el 8 de febrero de 1975. Durante los últimos años del franquismo, el movimiento estudiantil fue muy activo en Valladolid, llevando a cabo protestas frente al rectorado de la Universidad en la plaza de Santa Cruz (en la imagen).

En 1970, se produjeron concentraciones frente al rectorado de la Universidad de Valladolid contra la decisión del rector Luis Suárez de suspender una conferencia del abogado Jaime Miralles. Ese mismo año se recrudecieron los enfrentamientos, ya habituales, entre estudiantes y cuerpos policiales contra la difusión de propaganda ilegal. También en 1970, los empleados de la banca convocaron numerosos paros y concentraciones por las calles de la ciudad.

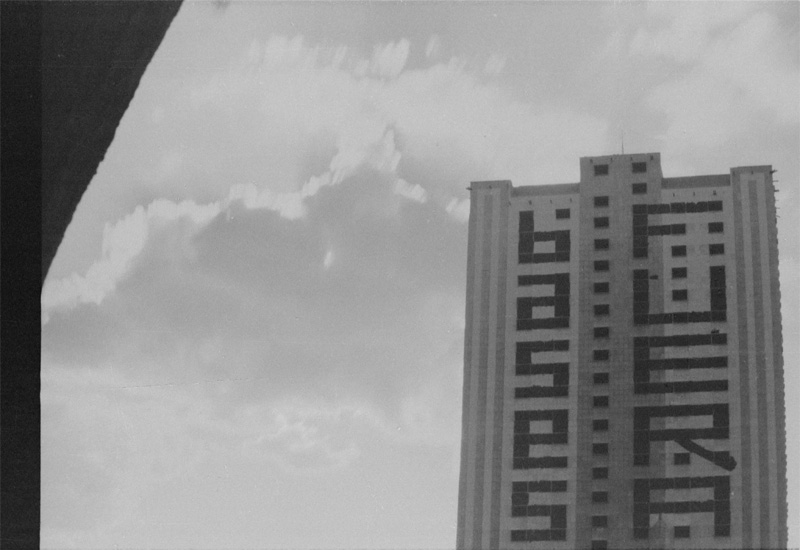
Mensajes en el edificio Duque de Lerma en la década de los 80.

Los movimientos contrarios al régimen fueron organizándose de modo que en 1972, obreros y estudiantes celebraron reuniones conjuntas desde las cuales se promovieron manifestaciones como las celebradas en la plaza de la Universidad, Delicias, Vadillos y plaza de España contra la nueva legislación educativa. Las protestas se saldaron con el cierre de la Facultad de Medicina, numerosas detenciones y anulación de los derechos de matriculación de alumnos. En los años sucesivos las asociaciones fomentaron la organización de actos reivindicativos que en muchos casos fueron suspendidos. En este sentido estudiantes de Medicina organizaron en 1974 un recital de Raimon y un festival con la presencia de Oskorri y Elisa Serna que pese a la asistencia de 2000 personas tuvo que ser suspendido.
1975 fue el año culminante de la conflictividad social, especialmente cuando Franco agonizaba. Se llegó incluso a elaborar un plan de defensa de la ciudad. Trabajadores de FASA promovieron paros laborales con el apoyo de asociaciones obreras de la ciudad. El 20 de enero fueron juzgados y condenados en Madrid siete estudiantes vallisoletanos por asociación ilícita. Como respuesta a la condena, tres días después, representantes de todas las Escuelas y Facultades llevaron a cabo un encierro en el Hospital Provincial de Valladolid que terminó con el desalojo y detención por parte de la policía. 

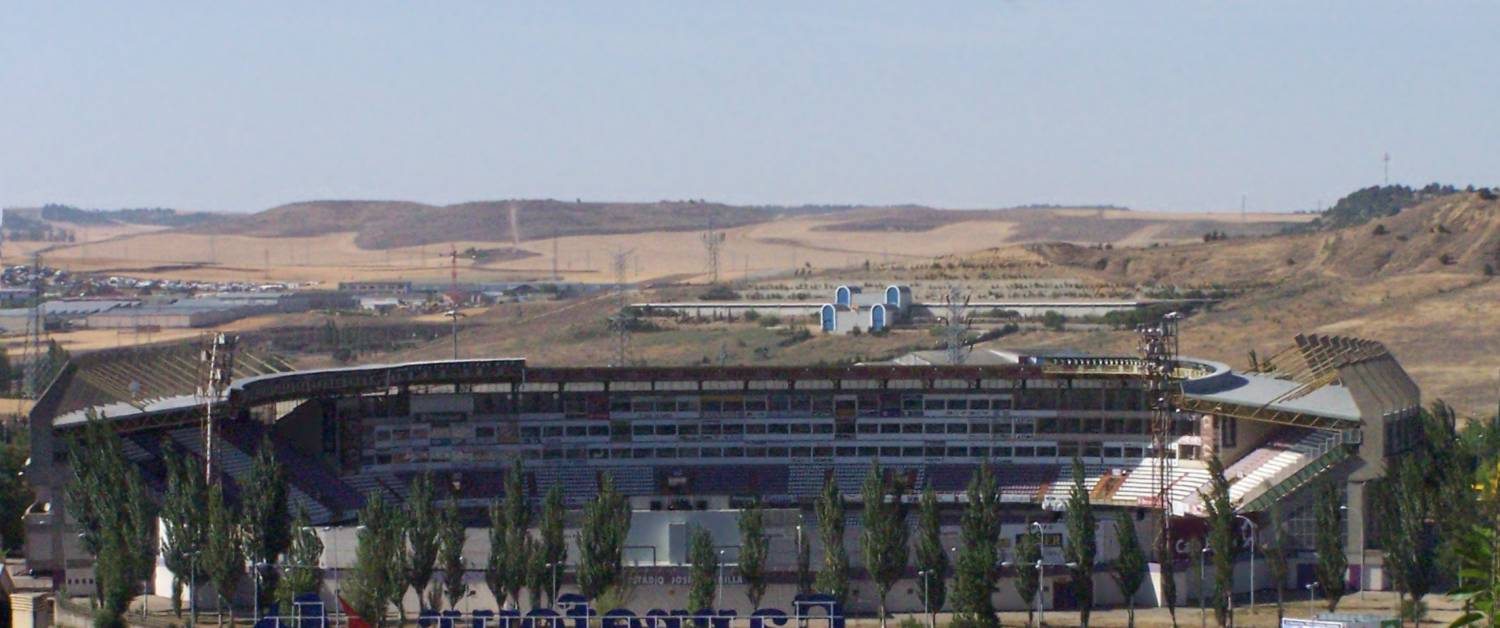
Estadio José Zorrilla, el lugar donde disputa sus encuentros el Real Valladolid. Acogió encuentros del Mundial 82.

Tras estos hechos, se sucedieron las manifestaciones frente al rectorado y las protestas contra el entonces rector, el catedrático de ginecología y obstetricia José Ramón del Sol Fernández. La respuesta ante estas acciones fue de extrema dureza. El 29 de enero de 1975 el doctor del Sol acudió a dar clase pero se encontró con un aula vacía. Del Sol permaneció allí durante el tiempo que duraba la clase y a su salida fue objeto de una lluvia de huevos lanzada por un grupo de estudiantes que le esperaban al grito de «¡Dimisión!, ¡Dimisión!». Del Sol tuvo que ser protegido por miembros de la Cátedra entre los que se encontraba Francisco Javier León de la Riva, alcalde de Valladolid desde 1995.
Ante estos acontecimientos y la negativa de los representantes de los alumnos a condenar lo sucedido se recrudecieron las posturas del Ministerio y del rectorado, de un lado, y de los estudiantes, por otro, sucediéndose las manifestaciones, las asambleas y las huelgas. La respuesta fue fulminante; se decretaron los cierres de facultades y finalmente, el 8 de febrero de 1975 se dio la orden de clausurar la Universidad de Valladolid.
Todas las instalaciones permanecieron cerradas hasta el 26 de mayo. Durante este tiempo los estudiantes intentaron con la ayuda de algunos profesores impartir clases de manera clandestina en iglesias, locales, etc. y el movimiento estudiantil se reorganizó y radicalizó. La reapertura de la Universidad ante este clima supuso finalmente la vuelta a Madrid del rector del Sol tras un proceso de negociación.

## Democracia

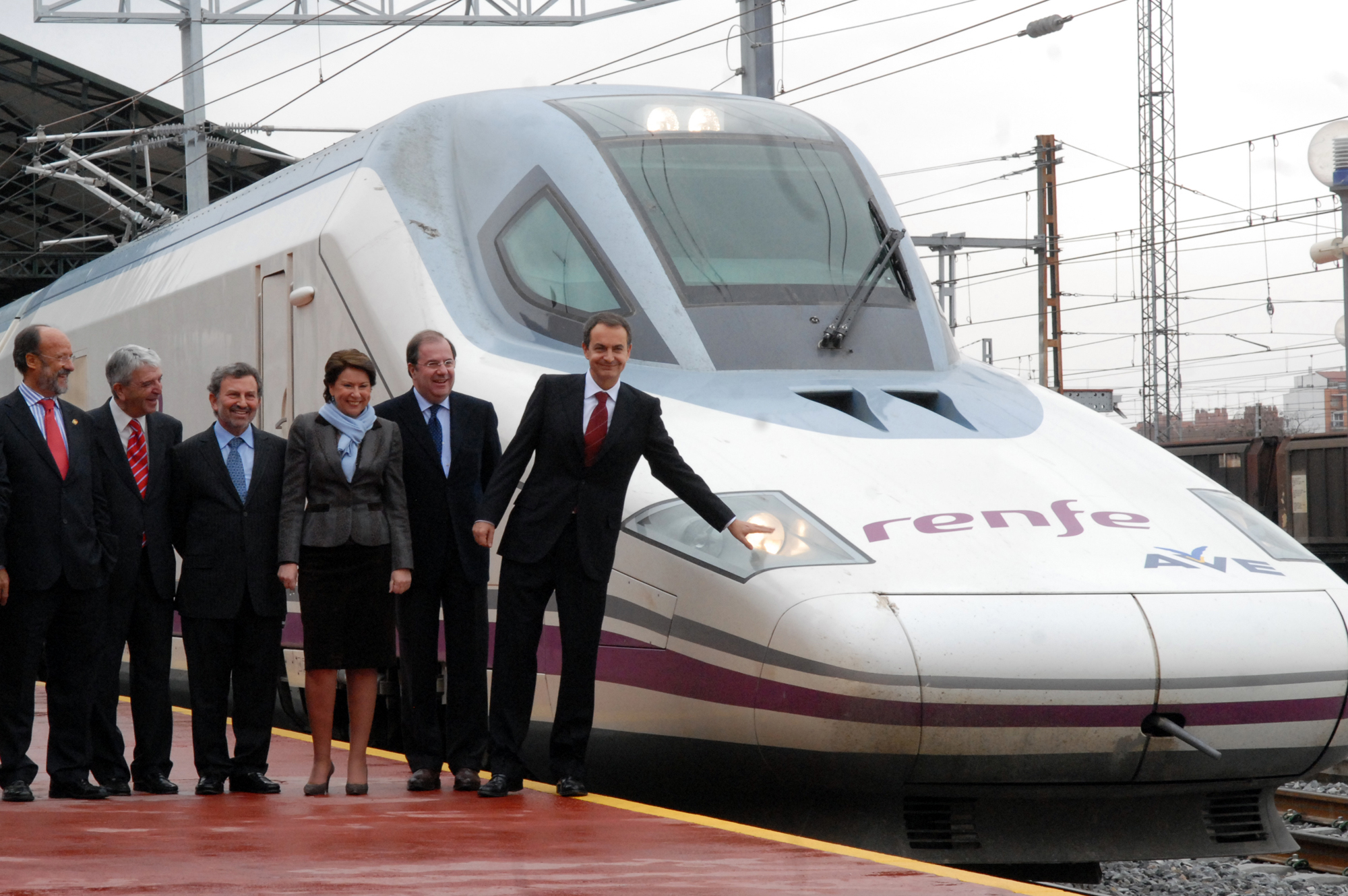
José Luis Rodríguez Zapatero junto a Juan Vicente Herrera y Magdalena Álvarez (entre otros) inaugurando la línea en un acto celebrado en la Estación de Valladolid-Campo Grande el 22 de diciembre de 2007. Forma parte de la futura red de alta velocidad «Corredor Atlántico».

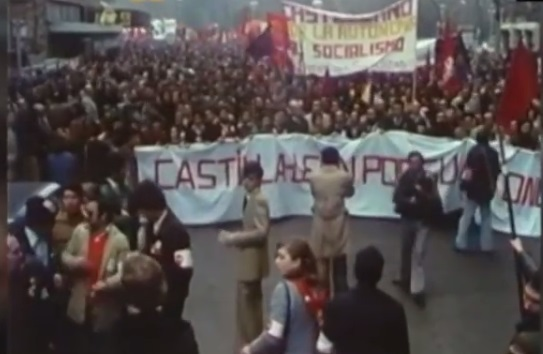
Manifestación de 1978 en Valladolid que demandaba un Estatuto de Autonomía para Castilla y León.

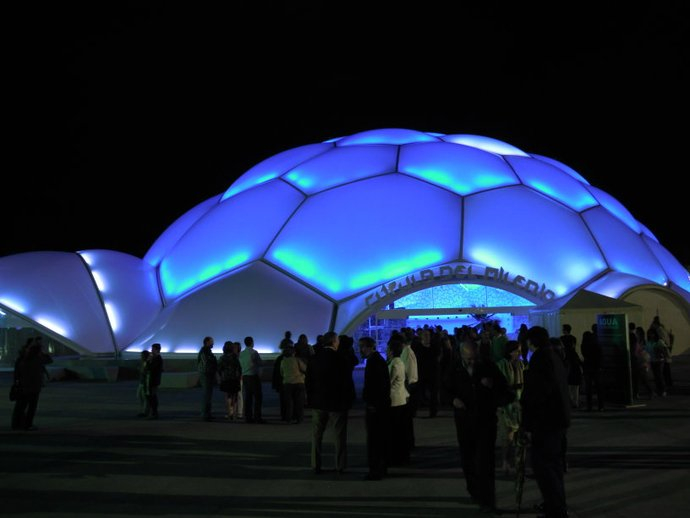
La Cúpula del Milenio iluminada durante la noche, un edificio claramente inspirado por las corrientes arquitectónicas contemporáneas del

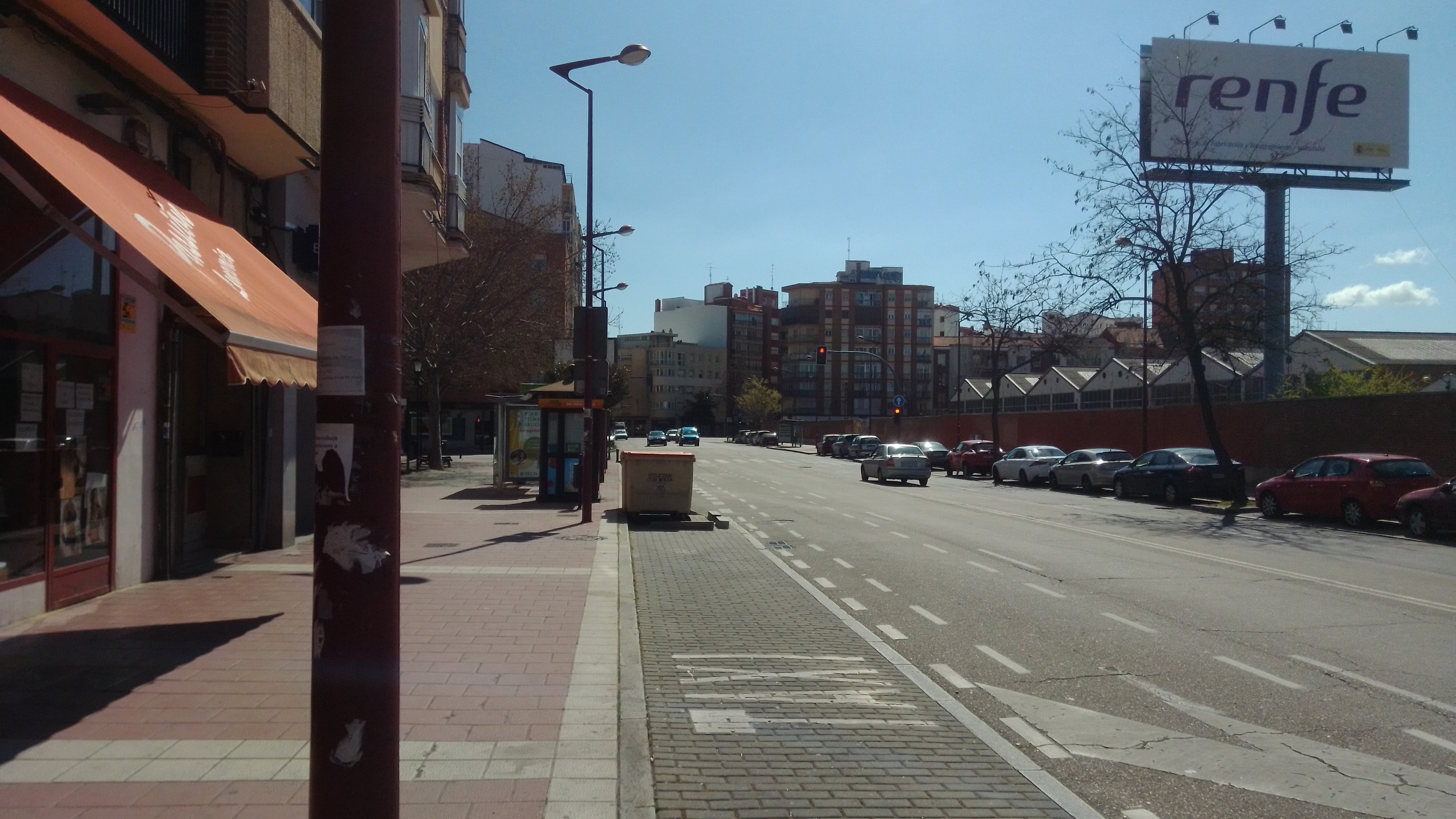
La avenida de Segovia desierta el 15 de marzo de 2020 debido a la Cuarentena de España de 2020 decretada por el gobierno para combatir la Pandemia de enfermedad por coronavirus de 2020 en España.

Valladolid continúa su crecimiento con la llegada de la democracia a España. En 1977 hubo una importante huelga de basuras que duró diez días y dejó la ciudad llena de desperdicios. Con las primeras elecciones municipales democráticas (1979) llegan los socialistas a la alcaldía (el socialista Tomás Rodríguez Bolaños se mantiene como alcalde desde 1979 a 1995, año en que el Partido Popular vence las elecciones, manteniéndose entre 1995 y 2015 en la alcaldía con el alcalde Francisco Javier León de la Riva). 
Durante la Transición hubo mucha violencia de grupos ultraderechistas en la ciudad, por lo que se «apodó» despectivamente a la ciudad con el nombre de «Fachadolid», que aún perdura.
Cuando sucedió el fracasado golpe de Estado del 23 de febrero de 1981 el teniente general Campano, que era el jefe de la VII Región Militar (Capitanía general de Valladolid) fue el último que se puso a las órdenes del rey. Estuvo dubitativo toda la tarde.
En la década de los ochenta surgieron nuevos barrios residenciales (como Parquesol) que provocan un crecimiento de la ciudad en su extensión. La ciudad se convierte en sede de las instituciones básicas de la Comunidad Autónoma de Castilla y León en 1987: las Cortes de Castilla y León y la Junta de Castilla y León con la presidencia, lo que se equipara con la capitalidad de la comunidad. En 1988 ocurre un accidente de tren que se salda con 8 muertos. En 1996 el incendio de la discoteca Siete Siete mata a 4 personas. Durante los 90 Valladolid desborda sus propios límites y salta a municipios del entorno. Esta transformación urbana ha sido definida por el catedrático emérito de Geografía urbana Jesús García como el paso «de la ciudad a la aglomeración». En 1998 se inauguró Vallsur.

### sigloXXI
A principios del siglo XXI estalló una fuerte polémica a partir de cinco casos de cáncer infantil diagnosticados entre 2000 y 2003 en el Colegio Público Antonio García Quintana situado en el centro de la ciudad. Los padres de los afectados culparon de la situación a la acumulación de antenas de telefonía móvil en los edificios colindantes, debido a que todos los casos eran de tipo hematológico y localizados en alumnos que habían estado en las clases orientadas hacia ellos. Las antenas se retiraron en diciembre de 2001. El "caso García Quintana" quedó judicialmente archivado en 2004.
La ciudad experimenta un gran desarrollo económico entre el periodo 1998-2007 debido a la Burbuja inmobiliaria en España  y luego sufre la Crisis económica de 2008-2015. Desde 2015 el alcalde de la ciudad fue Óscar Puente Santiago del PSOE. Ese mismo año se renuncia al proyecto del soterramiento ferroviario (iniciado la década anterior) por ser económicamente inviable. Finalmente se decidió que el destino de este proyecto esté sujeto a una consulta popular en el futuro.
En 2012 se inauguró el centro comercial Río Shopping, el más grande de Castilla y León.
Posteriormente hay un cierto crecimiento económico hasta el año 2020, cuando la pandemia de coronavirus provocó la declaración del estado de alarma en toda España, dando lugar a un parón económico y al despliegue del ejército. Tras el levantamiento de las medidas de confinamiento se reactivó la actividad económica.